# Oscar Niemeyer
Oscar Niemeyer   (Rio de Janeiro, 15 de desembre de 1907 - Rio de Janeiro, 5 de desembre de 2012) va ser un arquitecte brasiler, considerat una de les figures més rellevants en el desenvolupament de l'arquitectura moderna. Niemeyer va ser famós pels projectes que va dur a terme a la nova capital del seu país, Brasília. També va ser membre de l'equip que va dissenyar la seu de les Nacions Unides a Nova York. El franco-suís Le Corbusier va ser la seva gran inspiració. La seva investigació sobre les possibilitats del formigó com a material de construcció va ser molt influent en l'arquitectura de finals de segle.
Va estudiar a l'Escola Nacional de Belles Arts on, durant el tercer curs, va coincidir amb Lúcio Costa, qui seria un gran company seu. La seva primera gran obra va ser el projecte de planejament urbà a Pampulha, un suburbi de Belo Horizonte, on va treballar amb l'enginyer Joaquim Cardozo. A Pampulha va erigir l'església de Sant Francesc d'Assís, que va rebre un gran reconeixement dins i fora de les fronteres brasileres. Això el va dur a treballar en projectes per tot el món i a donar master class a universitats com Yale o Harvard.
L'any 1956, el president de la República, Juscelino Kubitschek, va triar-lo per realitzar el projecte dels edificis públics més importants de la nova capital: el Congrés Nacional del Brasil, el Palau de l'Alvorada, el Palau del Planalto, l'edifici del Tribunal Federal Suprem i la catedral de Brasília, tots enllestits abans d'inaugurar la ciutat el 1960. Arran d'aquest treball, va ser designat com director del departament d'arquitectura de la Universitat de Brasília i membre honorari de l'Institut Americà d'Arquitectes.
Degut a la seva ideologia d'esquerres i la militància al Partit Comunista Brasiler, Niemeyer va haver de deixar el país després del cop militar de 1964 i marxar a París, on va obrir un despatx. No va retornar al seu país fins que va acabar la dictadura, el 1985. De l'etapa següent, destaquen els edificis del Museu d'Art Contemporani de Niterói (1996), el Museu Oscar Niemeyer de Curitiba (2002) o la Ciutat Administrativa de Minas Gerais, a Belo Horizonte (2010). Oscar Niemeyer va morir a l'edat de 104 anys, mantenint-se en actiu fins als seus últims dies.
En les seves memòries, va escriure:
| « | No és l'angle recte el que m'atrau, ni la línia recta, dura, inflexible, creada per l'home. El que m'atrau és la corba lliure i sensual, la corba que trobo a les muntanyes del meu país, en el curs sinuós dels seus rius, en les ones del mar, en el cos de la dona estimada. De corbes és fet tot l'univers, l'univers corb d'Einstein. | » |

## Primers anys

### Infància i joventut

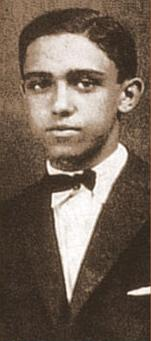
Niemeyer amb 10 anys.

Els seus pares eren Delfina Ribeiro de Almeida i Oscar de Niemeyer Soares, mentre que el seu avi matern va ser Antônio Augusto Riberio de Almeida, antic jutge del Tribunal Suprem Federal. Va criar-se al barri carioca de Laranjeiras, zona benestant de la capital. Tenia avantpassats portuguesos, alemanys i àrabs.
De jove, Niemeyer va tenir una vida sense grans complicacions. Als 21 anys es va casar amb la italo-brasilera Annita Baldo, tres anys menor que ell. Malgrat que ell era ateu, va acceptar casar-se amb una cerimònia catòlica per desig de la seva família política. Comença a treballar en la impremta del seu pare i el 1929 es matricula en el curs d'Enginyeria i Arquitectura de l'Escola Nacional de Belles Arts de Rio de Janeiro.
El matrimoni tindria només una filla, Anna Maria Niemeyer (1930 - 2012), qui es convertiria en una dissenyadora de gran prestigi. Anitta Baldo va morir l'any 2005 i un any després, ja amb 98 anys, Niemeyer contrau núpcies amb la seva secretària, Lúcia Cabreira, que en tenia 60.

### Formació i influències
En la seva etapa com a estudiant de l'ENBA, Niemeyer va coincidir amb Lúcio Costa, que en va ser el director entre 1930 i 1931. Costa va remodelar tot el curs d'arquitectura, basant-se en els nous principis que arribaven des d'Europa. Aquests canvis van influir abastament en l'alumnat, d'on van surgir diversos noms importants del modernisme brasiler. Durant el tercer curs, Niemeyer havia de fer unes pràctiques i decideix treballar, sense remuneració, en el despatx que Costa tenia juntament amb Gregori Warchavchik i Carlos Leão.
La relació amb Lúcio Costa va ser d'extrema importància per la maduració professional de Niemeyer. Era un gran defensor de l'art modern europeu. Els seus escrits sobre el tema unien l'arquitectura colonial luso-brasilera (Olinda, Ouro Preto…) amb els nous corrents vinguts de França i Alemanya. Amb ell es va formar la base que marcaria a tota una gran generació d'arquitectes, que inclou noms com Reidy o Machado Moreira
A través de Costa, Niemeyer aprofundeix en les idees de Le Corbusier, que serviria com a base inicial del seu estil arquitectònic. La incorporació de nous materials i de modernes tècniques constructives, que són un patró en l'obra de l'arquitecte, són idees que pren del mestre franco-suís, com es pot percebre en l'ús de pilotis i terrasses enjardinades o en la preferència per façanes uniformes.

## Primers treballs

### L'aixopluc de Lúcio Costa
El 1936, Lúcio Costa va ser nomenat pel ministre d'educació Gustavo Capanema per elaborar el projecte d'una nova seu pel Ministeri d'Educació i Sanitat (MES) a Rio de Janeiro. La proposta s'emmarcava en les polítiques propagandistes de l''Estado Novo' de Getúlio Vargas, que emprava l'arquitectura i l'urbanisme com eines per ilustrar el nou rumb del Brasil. Costa volia imprimir-li un estil modern a l'edifici i va reunir un equip de joves arquitectes: Carlos Leão, Affonso Eduardo Reidy, Jorge Moreira i Ernani Vasconcellos i va sol·licitar la participació de Le Corbusier. Niemeyer va insistir a Costa fins que el va incloure en l'equip d'arquitectes, fent-lo treballar directament sota la direcció de l'europeu. D'una de les propostes que va entregar, Niemeyer va fer-ne diverses modificacions. Lúcio Costa va quedar molt satisfet pels canvis i els va acceptar tots, donant des de llavors més responsabilitats a Niemeyer. Quan Costa va deixar el projecte, el 1939, Niemeyer va assumir el lideratge.
La construcció del nou ministeri va concloure el 1943 i se'l considera un dels més influents del segle xx, amb successors de la categoria de la Lever House. Presentava diversos trets essencials del modernismo brasileiro, molts compartits amb el racionalisme europeu: edificis aixecats per pilotis que deixaven el pas lliure per sota als vianants; materials de construcció locals, com les rajoles amb reminiscències portugueses; evolució dels brise-soleil corbusians, amb tocs del Mediterrani occidental; ús de colors llampants; implementació de jardins tropicals de la mà del paisatgista i dissenyador Roberto Burle Marx i obres d'art distribuïdes per l'edifici (Portinari i Ceschiatti). Actualment, l'edifici rep el nom de Palácio Capanema, en honor al ministre que el va promoure.

Imatges del Palau Gustavo Capanema
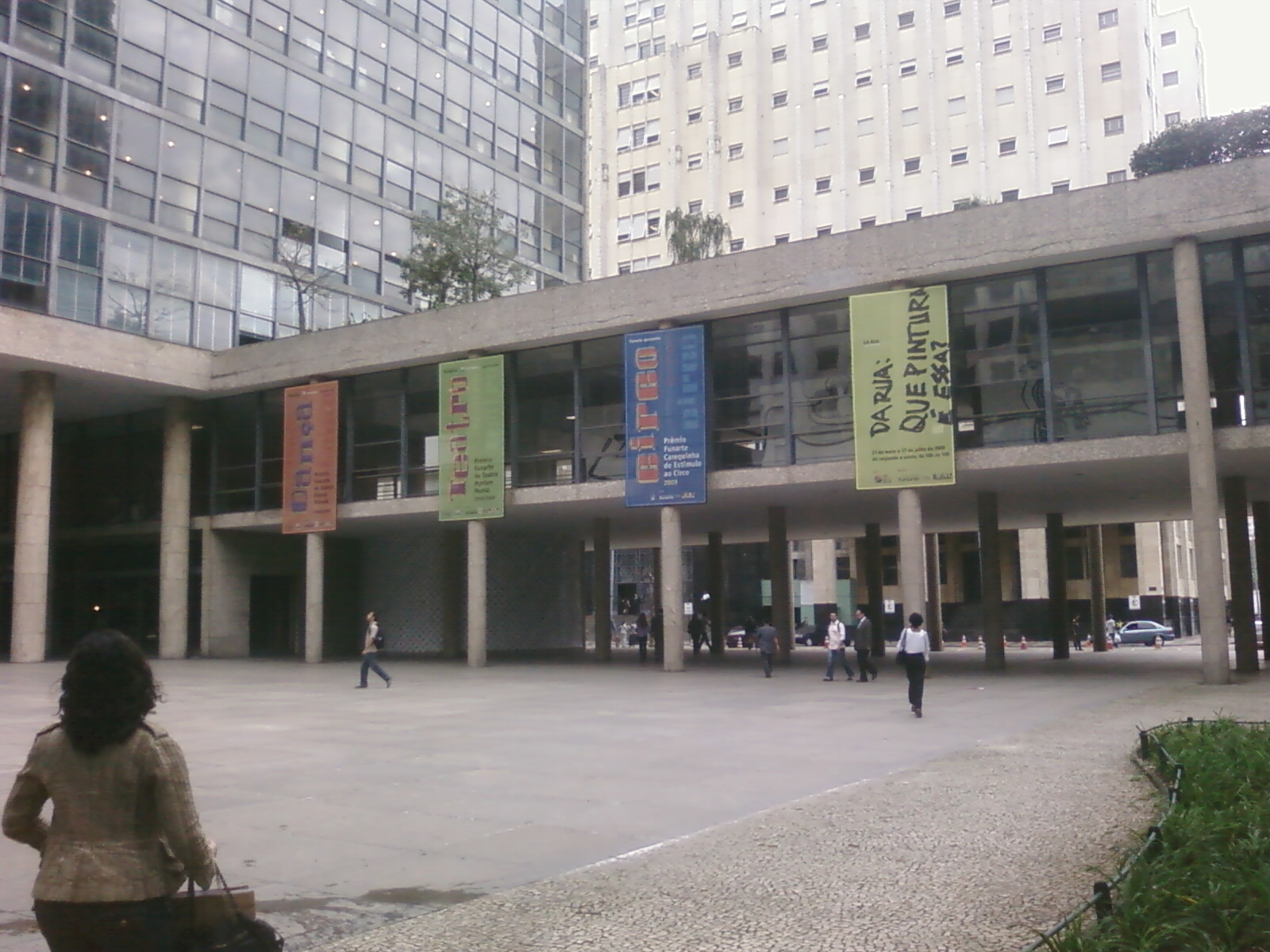
Els pilotis sustenten l'edifici i deixen pas lliure als vianants
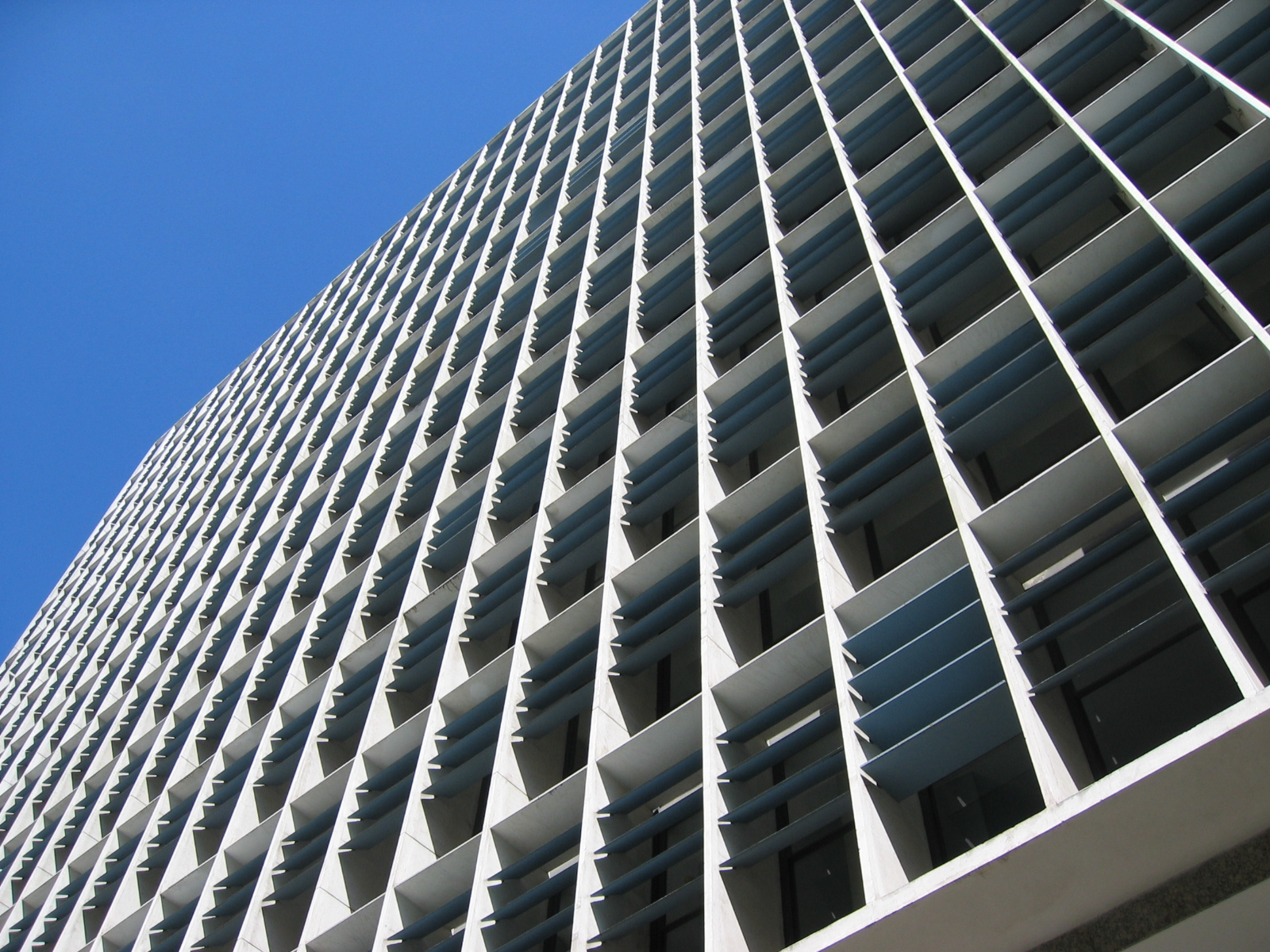
Contrapicat de la façana on s'observen els brise-soleil
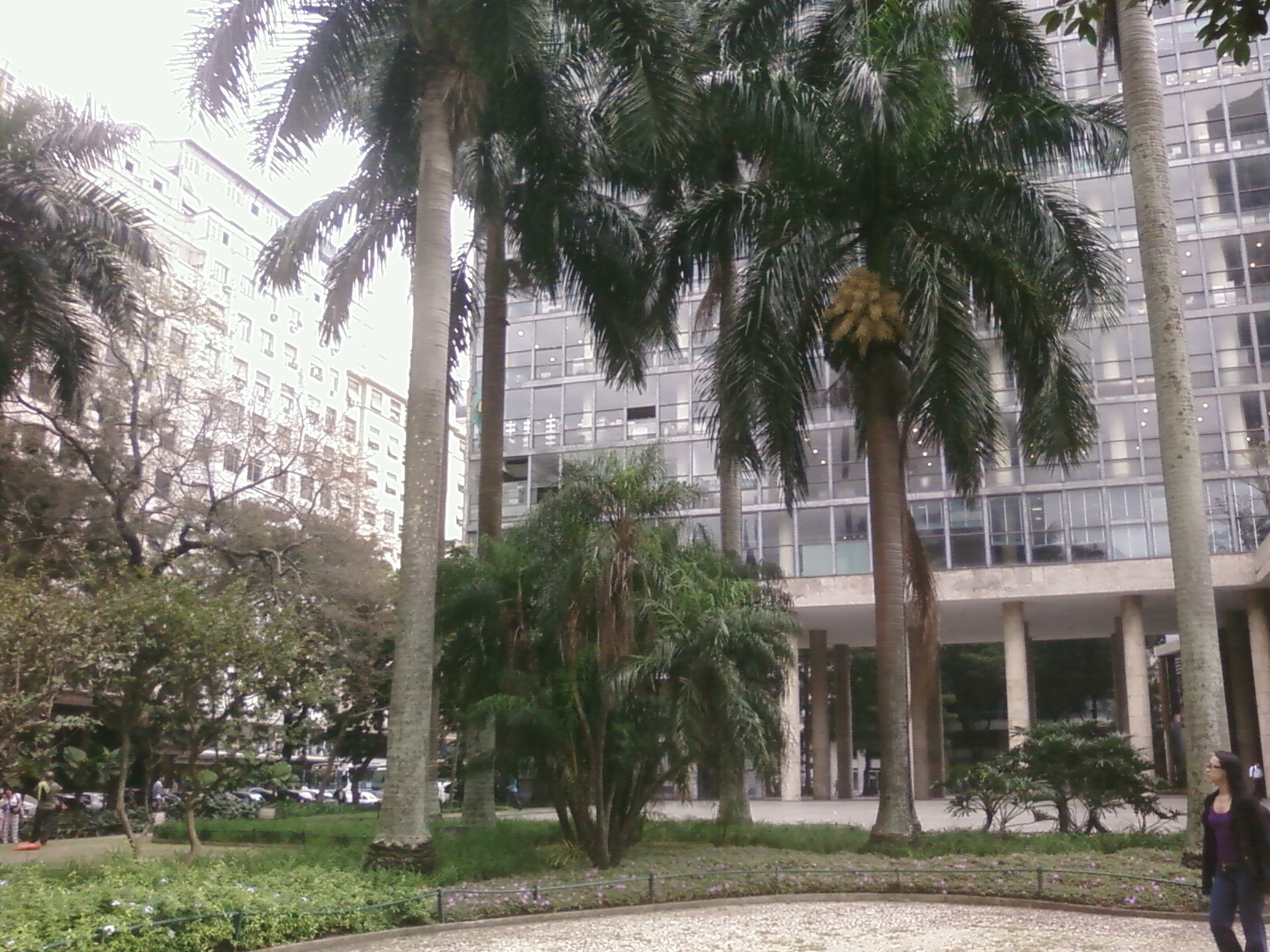
Jardins a peu de carrer
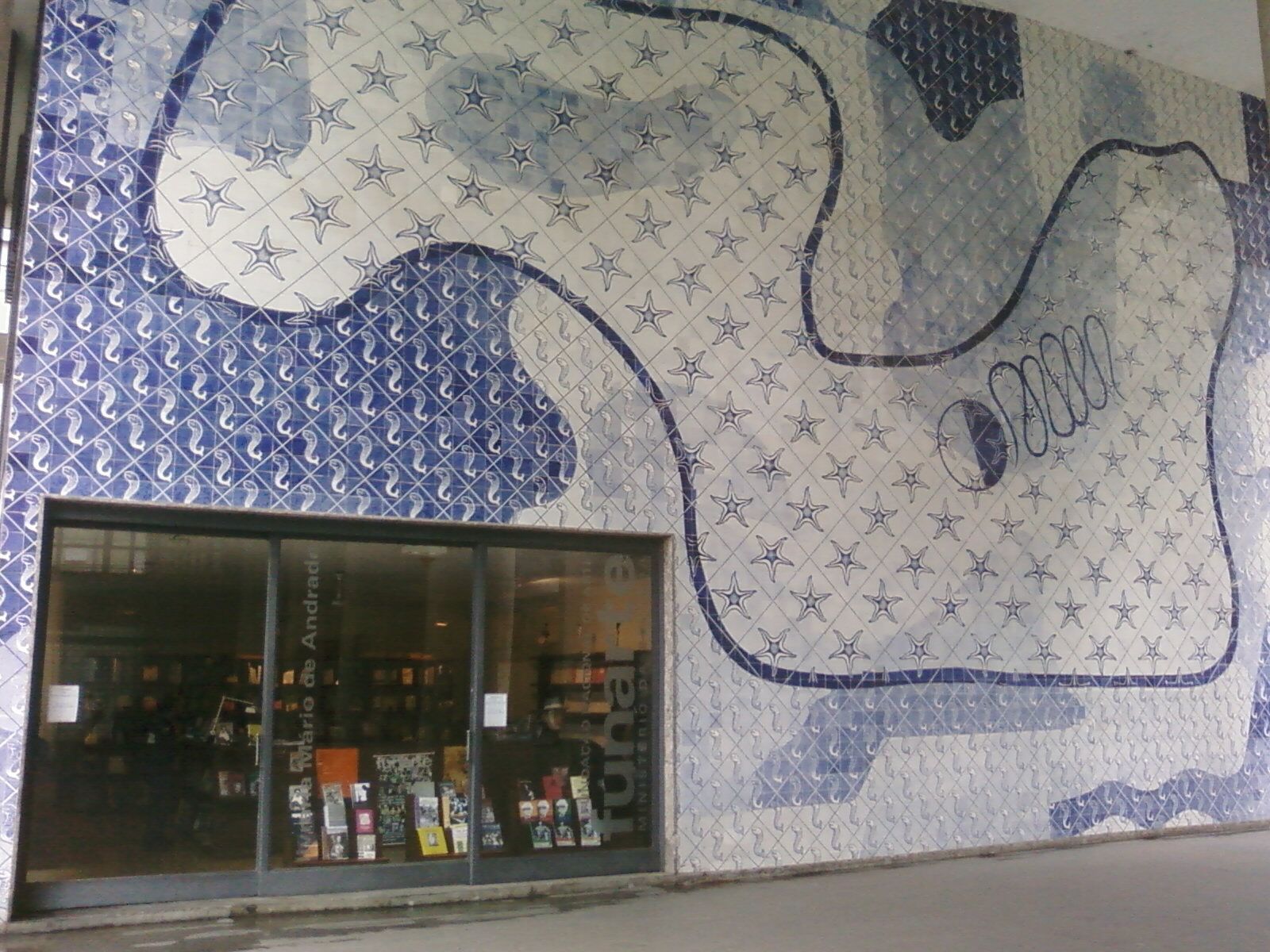
Mosaic de rajoles d'estil portuguès
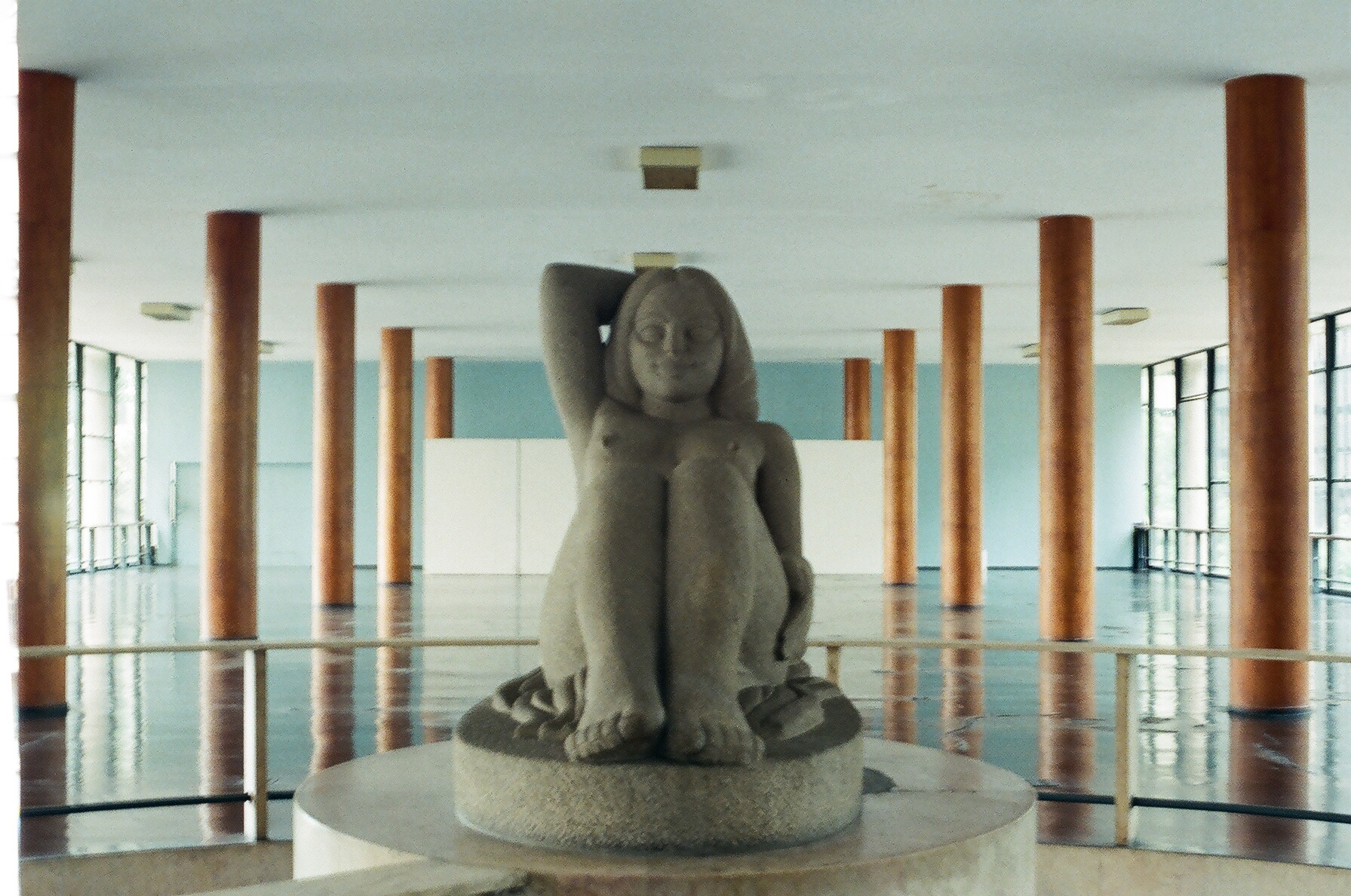
Moça reclinada, de Celso Antônio de Menezes

El 1937, l'arquitecte va rebre la proposta d'un parent per projectar una maternitat per a una institució filantròpica, al barri de Botafogo, treball que va executar de manera altruista. Aquest va ser el seu primer treball conclòs - fou inaugura el 1938 - i presentava els mateixos components principals del MES (pilotis, façana neta, jardins...). En l'última fase de construcció, Niemeyer es trobava fora de la ciutat. En tornar, va veure que els brise-soleil havien sigut instal·lats de forma equivocada i no complien correctament la seva funció de parasol; pel que va decidir assumir el cost de la reforma per ajustar-los al disseny inicial.
El 1939, amb 32 anys, se celebrà l'Exposició Universal de Nova York. Lúcio Costa va guanyar el concurs per projectar el pavelló brasiler, en el que també va participar Niemeyer. Costa, però, creia que el projecte presentat pel seu pupil era millor i van acordar treballar plegats en el nou edifici. També hi va col·laborar Paul Lester Wiener en el disseny d'interiors. Va resultar una combinació de lleugeresa i fluïdesa espacial, en contrast amb altres construccions de la fira, més puristes. L'alcalde novaiorquès, Fiorello La Guardia, va entregar a Niemeyer les claus de la ciutat en agraïment per la seva obra.

### Pampulha
Niemeyer afirmava que la seva carrera i el seu estil arquitectònic propi van néixer a Pampulha (Minas Gerais): «Pampulha va ser el punt de partida d'aquesta arquitectura lliure i plena de corbes que tant m'estimo encara. Fou, de fet, el germen de Brasília». Des del 17 de juliol de 2016, el complex va entrar en la llista de Patrimoni de la Humanitat, en la categoria de paisatge cultural.
L'any 1940, Oscar Niemeyer va conèixer a Juscelino Kubitschek, que en aquella època era el batlle de Belo Horizonte i el governador de Minas Gerais, Benedito Valadares. Aquests tenien la intenció d'aixecar un barri de luxe al districte de Pampulha de la capital mineira i van encarregar a l'arquitecte la construcció de diversos edificis a la riba del llac: un casino, un restaurant amb saló de ball, un club nàutic, golf i tennis i una església. L'alcalde també va demanar que li construís una casa d'estiueig.
La construcció del Conjunt modern de Pampulha va concloure el 1943 i de seguida rebé un gran ressò internacional, sobretot arran de l'exposició Brazil builds realitzada al MoMA. Les diferències amb el racionalisme europeu són més notòries. Els edificis guanyen corbes i s'hi accedeix a través d'amples pasarel·les, que fan d'entrada, de passeig i de mirador. El restaurant Casa do baile va ser erigit en una illa artificial a pocs metres de la ribera del llac; és rodó i l'illa està vorejada per una marquesina plena de corbes. La casa Kubitschek i el Iate Golf Clube presentaven unes innovadores teulades en forma de V plana o papallona, que causarien tendència en l'arquitectura de l'època.
La cirereta del complex va ser l'església, que fou la primera construcció del modernisme brasiler en ser declarada Patrimoni cultural, només quatre anys després de la seva finalització. Va ser erigida en formigó armat, encara en un temps en què l'ús d'aquest material estava pràcticament circumscrit a bigues, pilars i encofrats. Emprant noves tècniques amb l'ajuda de l'enginyer Joaquim Cardozo, va aconseguir crear capes de formigó molt més fines, que dotaven a l'edifici d'una major lleugeresa i sensació de flexibilitat. El mateix Cardozo va titllar-la de "monument antivertical", per la forma en que el formigó es torça, sent alhora paret, sostre i estructura. A més, el temple està decorat amb rajoles de Candido Portinari i murals de Paulo Werneck. L'església, en honor a Sant Francesc d'Assís, no va ser consagrada fins al 1959, ja que les autoritats eclesiàstiques no estaven gaire satisfetes amb l'estil trencador de l'obra, que consideraven massa similar a una nau industrial.
L'arquitecte va declarar: «Pampulha em va donar la oportunitat de desafiar la monotonia de l'arquitectura contemporània, la moda del funcionalisme mal interpretat que la limitava i els dogmes de forma i funció que hi havien sorgit, contrariant la llibertat plàstica que el formigó permetia». A més de l'experiència obtinguda en la realització del projecte, Niemeyer també va destacar la gran oportunitat per haver pogut treballar a prop de Burle Marx, amb qui compartiria diversos projectes en els següents anys.

Imatges del Conjunt Modern de Pampulha
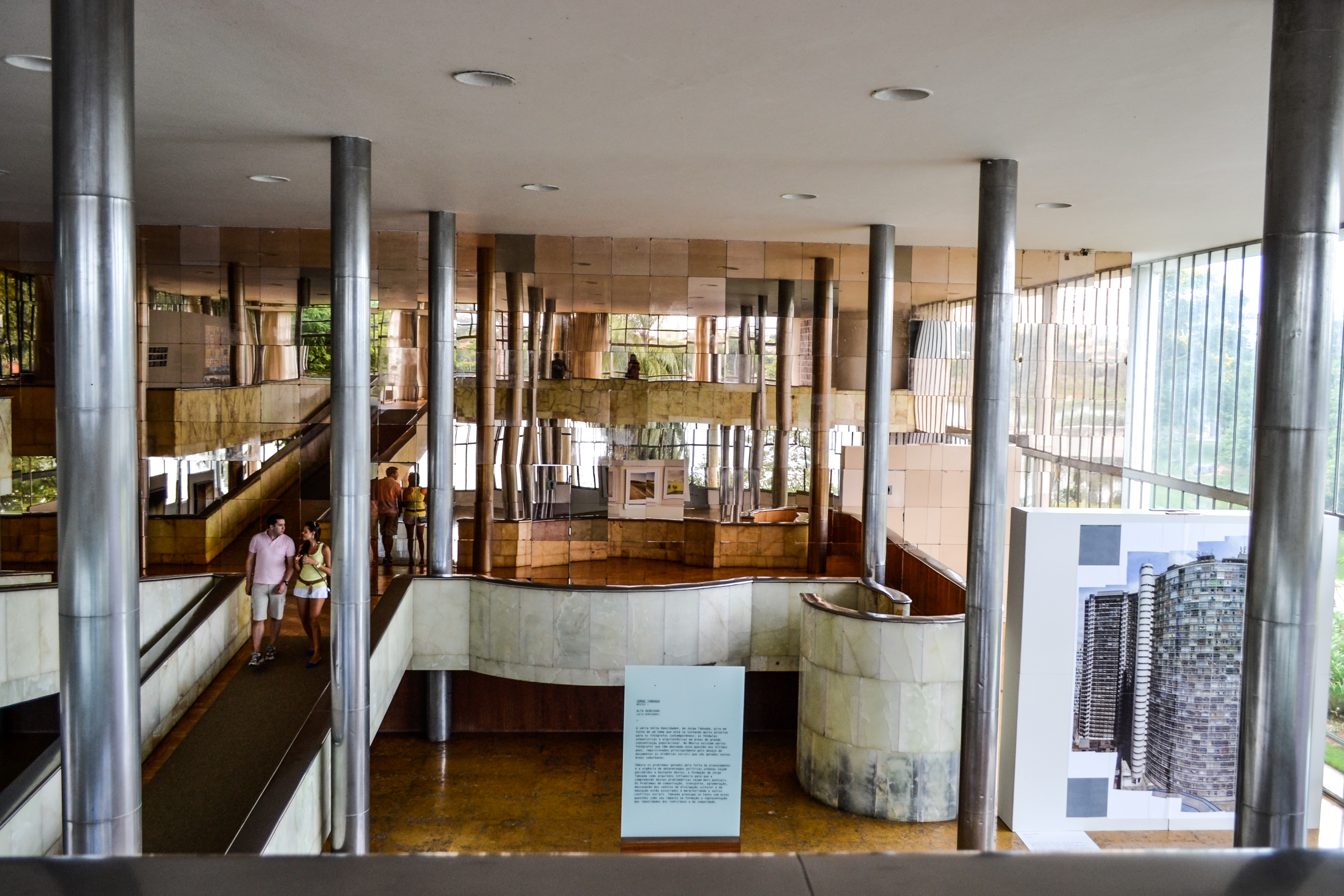
Interior de l'antic casino, reconvertit en museu
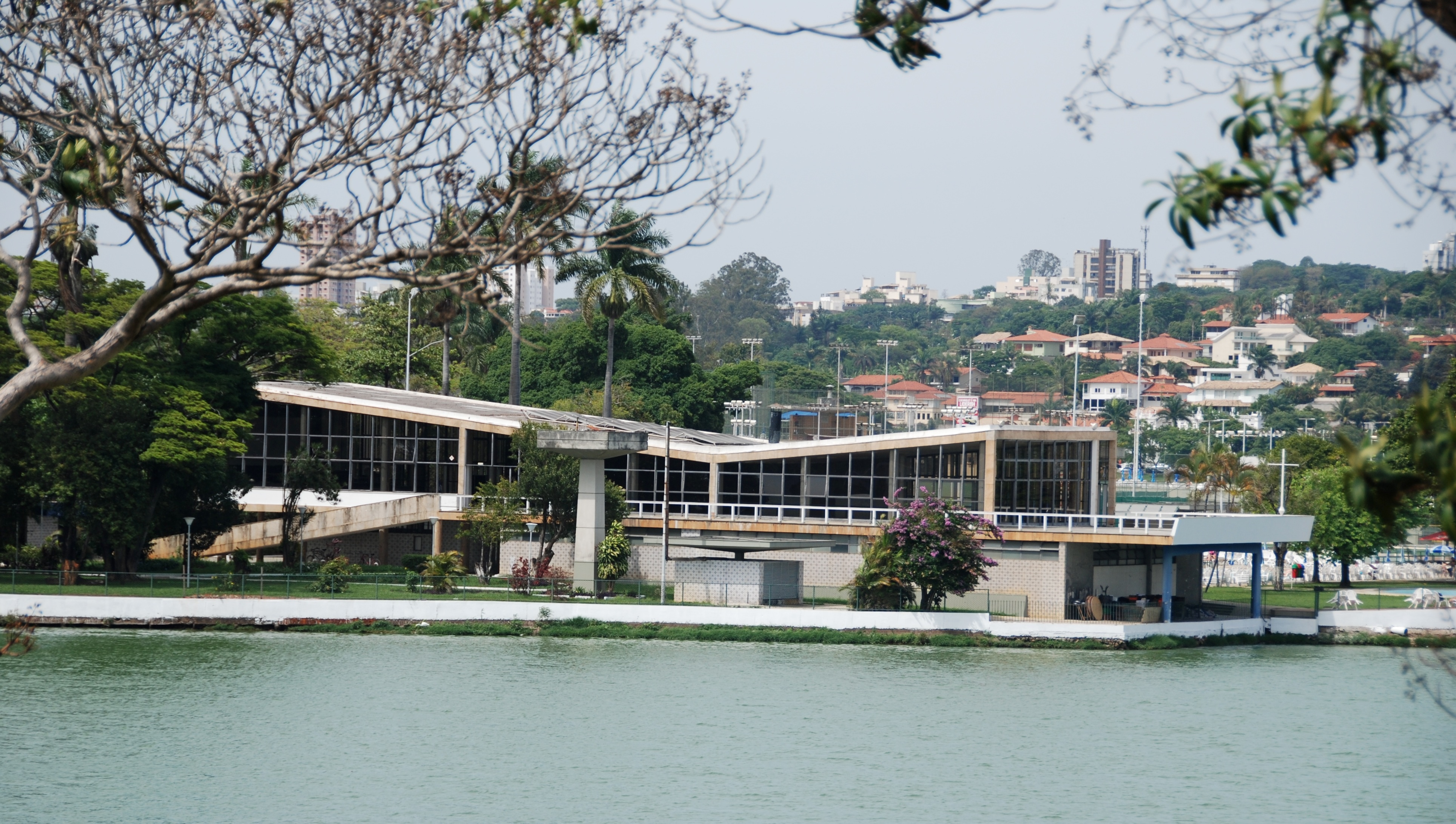
La teulada a dues aigües invertida (telhado borboleta) del club nàutic
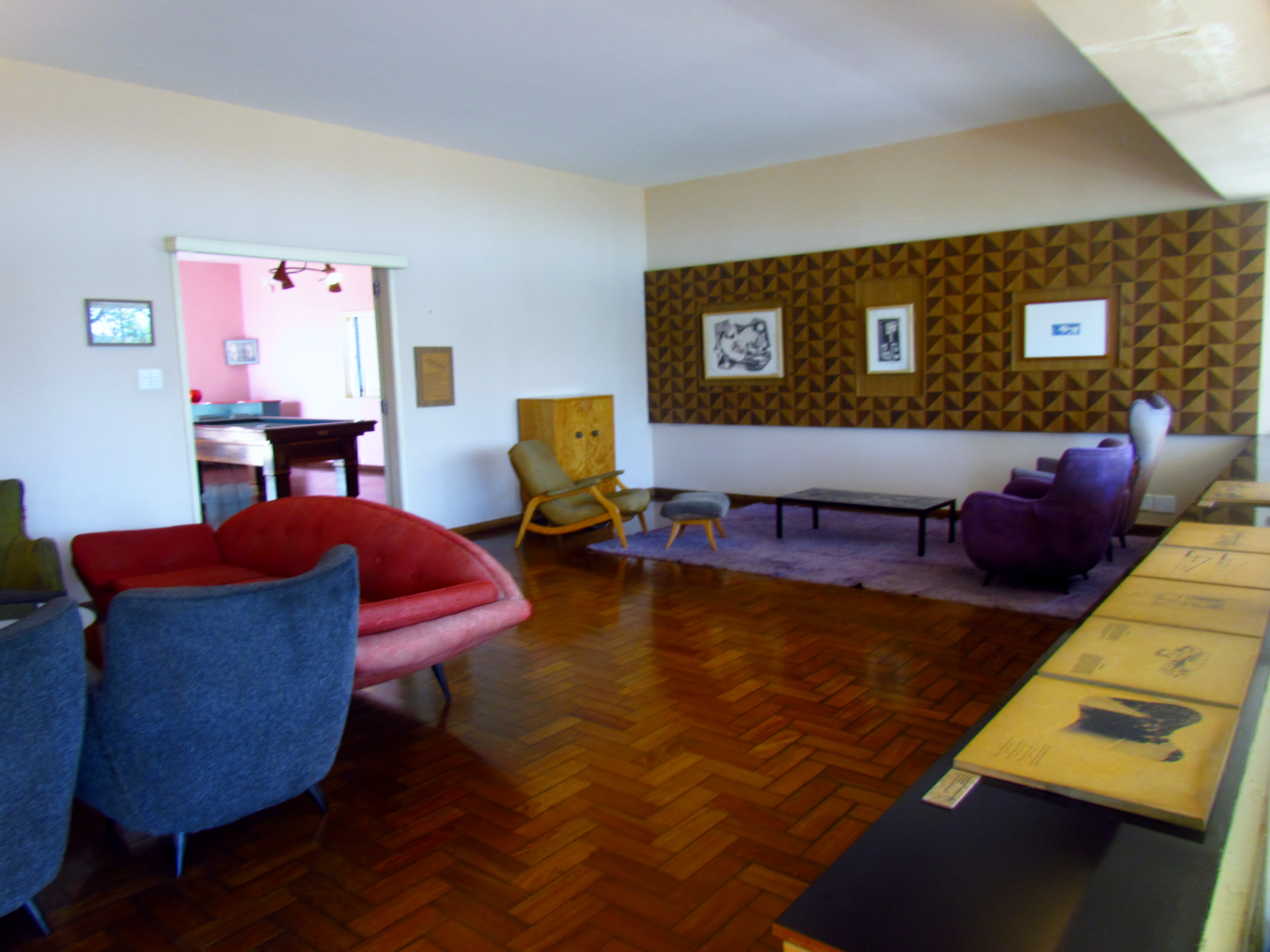
Interior de la casa museu Kubitschek
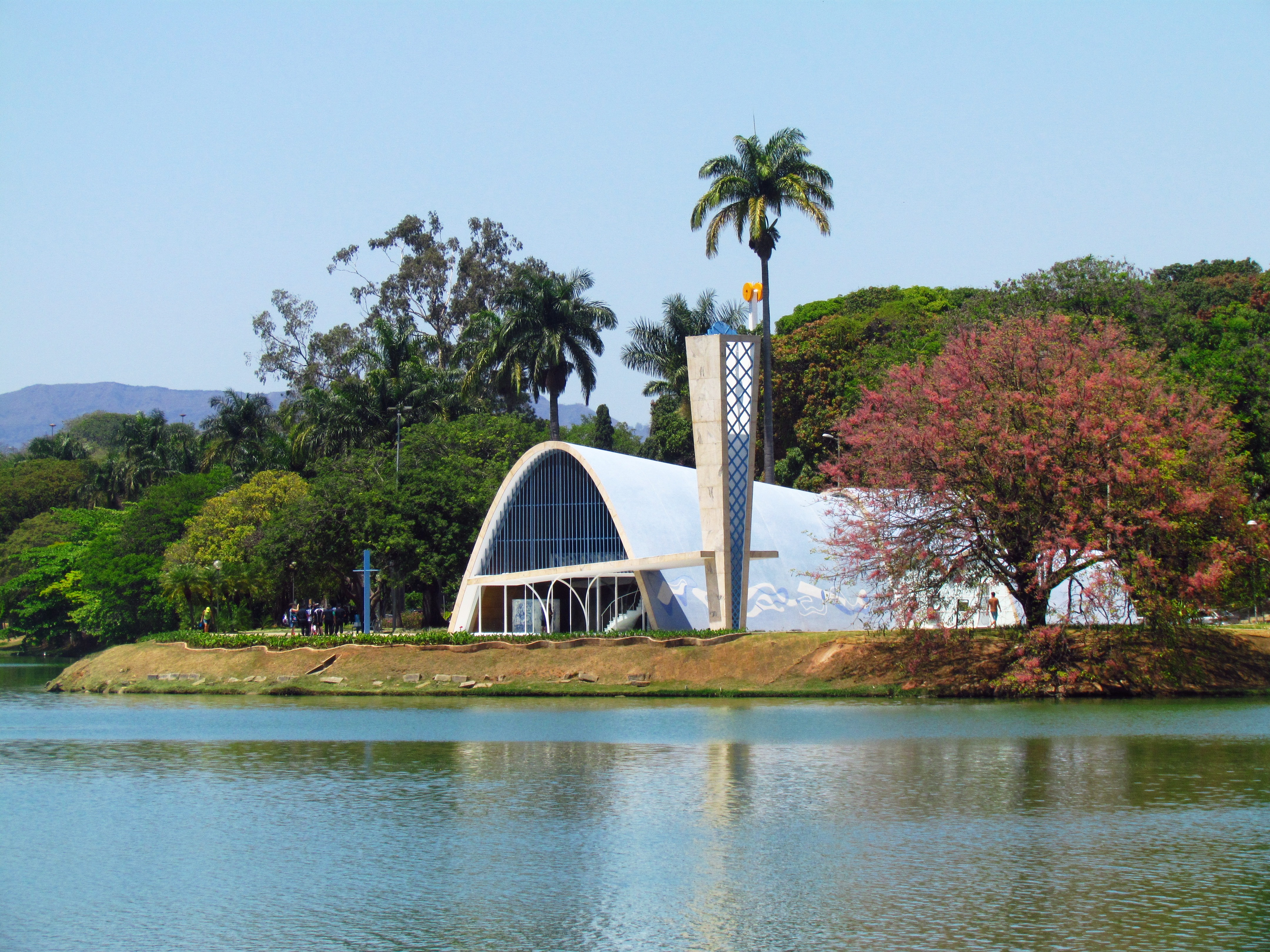
Església de São Francisco de Assís
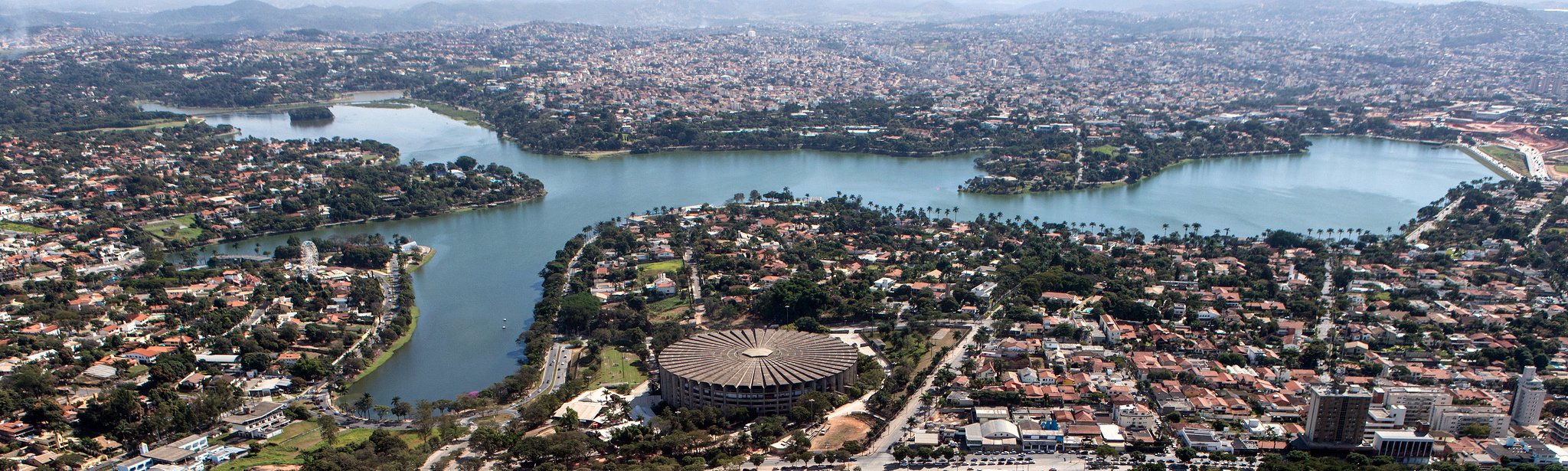
Panoràmica del llac Pampulha

## Anys 40 i 50

### Reconeixement i diversificació
Amb l'èxit de Pampulha i de l'exposició Brazil Builds de Nova York, Niemeyer obté fama internacional. Els projectes d'aquest període segueixen les pautes del modernisme, però fugint del purisme corbusià estricte i adaptant les escales i les proporcions amb més llibertat. Així troba solucions senzilles i intel·ligents a exigències tècniques complexes.
D'aquella època és la seu del Banco Boavista de Rio de Janeiro, inaugurada el 1948. Lluny de ser una edificació més, enmig de la gran ciutat, l'arquitecte va jugar amb l'entorn cobrint la façana sud, menys assolellada, amb grans finestrals que reflecteixen la imatge de l'església de la Candelària, situada enfront. Obres posteriors d'ordre similar també van rebre el toc humanitzador i harmonitzador de Niemeyer: l'Edifici Montreal (1951-1954), l'Edifici Triângulo (1955), l'Eiffel (1953-1956) o la seu del Banco Mineiro da Produção (1959).

A finals dels quaranta, rep un encàrrec de Francisco Inácio Peixoto per construir una casa i un col·legi al municipi mineiro de Cataguases. El projecte, finalitzat el 1949, va tenir col·laboracions dels habituals de Niemeyer: jardins de Roberto Burle Marx i murals de Werneck i Portinari, més la presència inspiradora de Lúcio Costa.

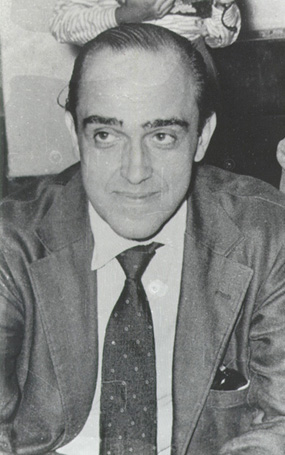
Oscar Niemeyer en la dècada dels cincuanta.

Niemeyer va viatjar als Estats Units d'Amèrica per participar del projecte de construcció de l'emblemàtica seu de l'ONU. De totes les propostes presentades, la seva va ser l'escollida, si bé Le Corbusier va insistir a incloure diverses modificacions en el disseny del brasiler. Malgrat tot, ni l'un ni l'altre van ser els responsables de dirigir la construcció del gratacel, honor que va recaure en Wallace Harrison i Max Abramovitz.
L'arquitecte carioca va tenir una relació complicada amb el país nord-americà. Hi va dissenyar una de les seves grans obres residencials, la casa de Burton G. Tremaine a Montecito, Califòrnia i va tenir l'ocasió d'impartir classes a Yale i Harvard. Però, la seva pertinença al partit comunista el va allunyar de les grans esferes d'influència.
Durant la dècada del 1950, Niemeyer rep molts encàrrecs al seu país natal. Un dels més significatius va ser el disseny del Parc d'Ibirapuera, a São Paulo (1950). Si bé l'ajuntament no va executar la totalitat del projecte per causes econòmiques, els diversos pavellons que l'integren van comptar amb un dels trets diferencials de l'obra niemeyerenca d'aquesta època: els pilotis en forma de V.
El següent any, va edificar a Belo Horizonte, la seva ciutat fetitxe, el Conjunt Governador Juscelino Kubitschek (1951). Es tracta de dos grans blocs residencials, inspirats en les unitats habitacionals engendrades anys enrere per Le Corbusier. Hi va readaptar els característics pilotis, donant-los una innovadora forma de W. Niemeyer va doblar l'aposta poc després, amb l'edifici Copan (São Paulo, 1956), un altre gegantí edifici residencial ple de corbes de formigó armat. També a la capital de Minas, erigeix la Biblioteca Pública Estadual i l'edifici Niemeyer, tots dos a la Plaça de la Llibertat, a més del Col·legi Estadual Central.
Aquesta va ser una època en què va projectar diverses residències privades: en destaquen la casa de cap de setmana que va construir a Mendes (RJ) per al seu pare; la residència Prudente de Morais Neto, a Rio; una casa per en Gustavo Capanema; la residència Leonel Miranda, amb dues rampes en espiral, pilotis oblics i teulada de papallona; la residència Tremaine amb la seva façana inclinada o la casa Cavanelas, una superba demostració de com integrar estructures en un entorn natural. Però, l'obra principal d'aquest estil va ser la residència que Oscar va aixecar per la seva família: la Casa das Canoas. Va complir amb el seu desig de crear una casa adaptada al terreny, respectant l'orografia del terreny i la vegetació, on fugir de les línies rectes no fos només una declaració d'intencions, sinó també un requisit indispensable. Segons Henry-Russell Hitchcock, la Casa das Canoas «va ser l'expressió més extrema del lirisme de Niemeyer, definint ritme i dansa com la suprema transgressió a la utilitat».

Obres al Brasil, 1940-1960
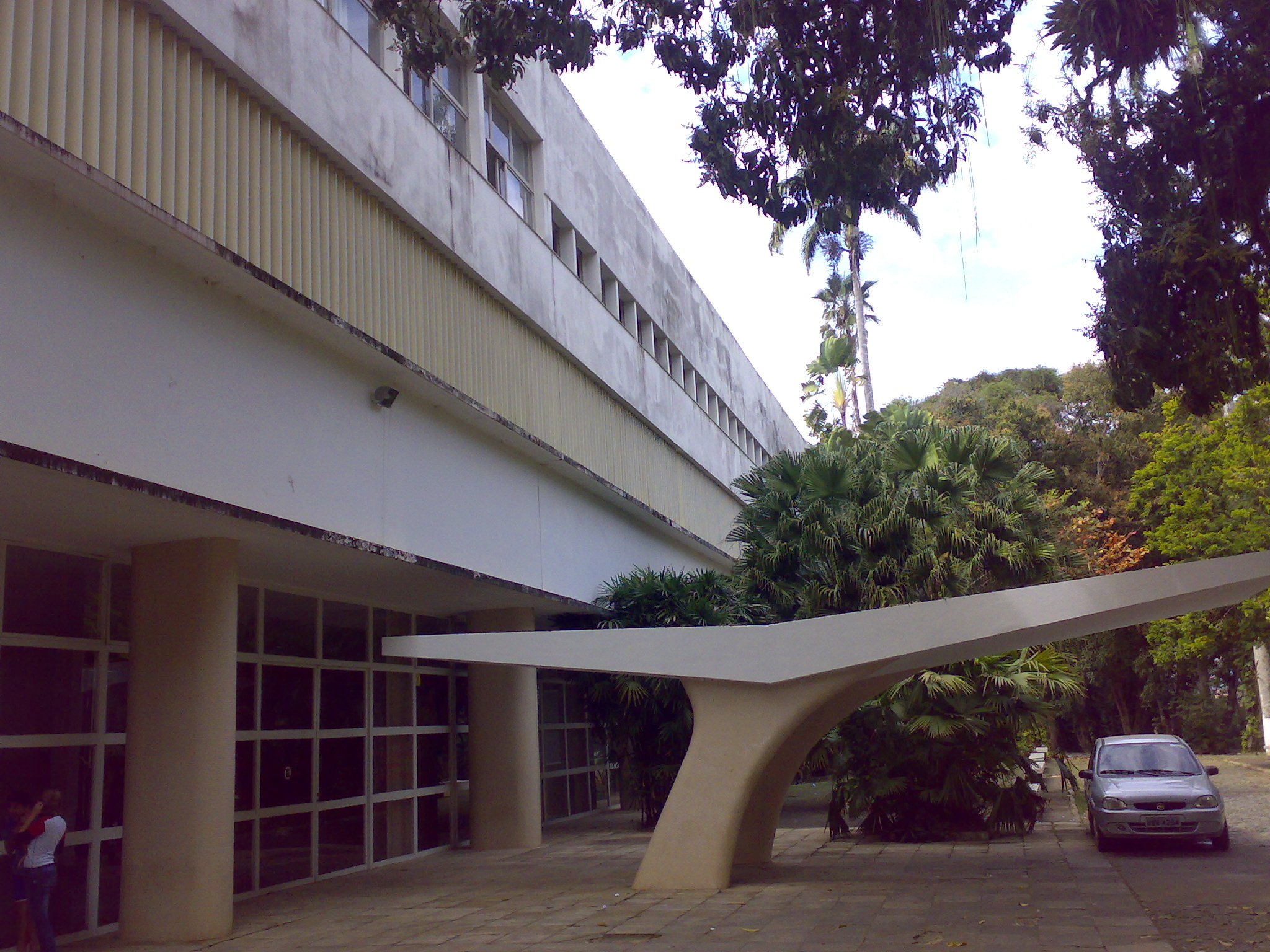
Col·legi de Cataguases
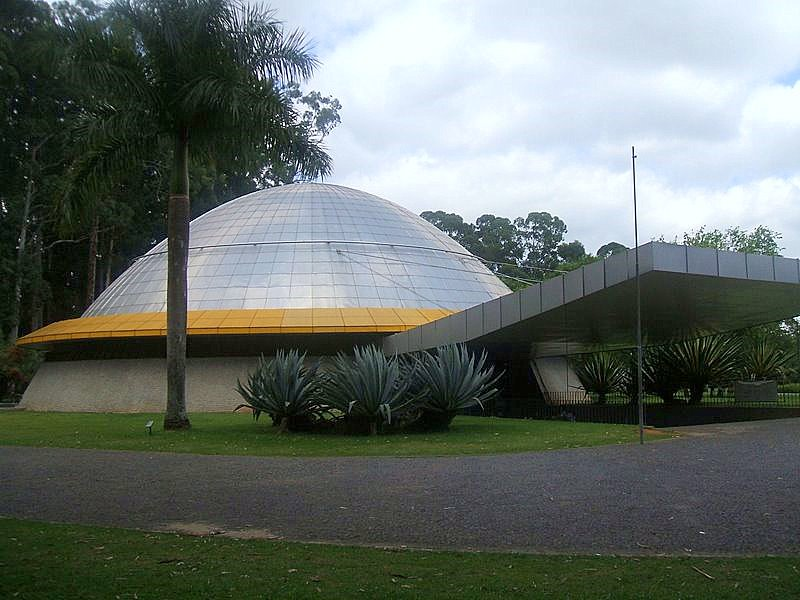
Planetari del parc d'Ibirapuera, São Paulo
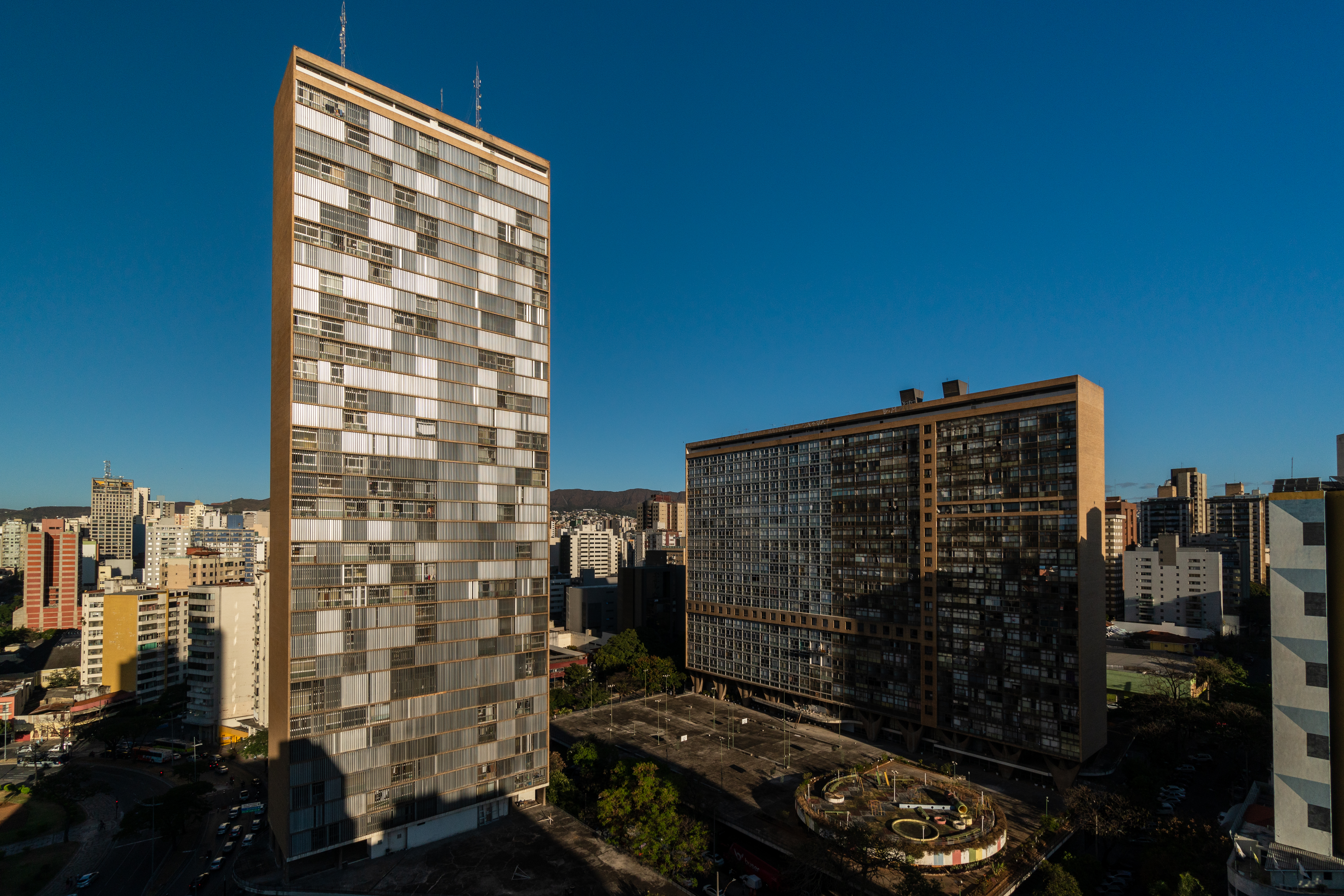
Els dos blocs del Conjunt JK, Belo Horizonte
Edifici Triângulo, São Paulo
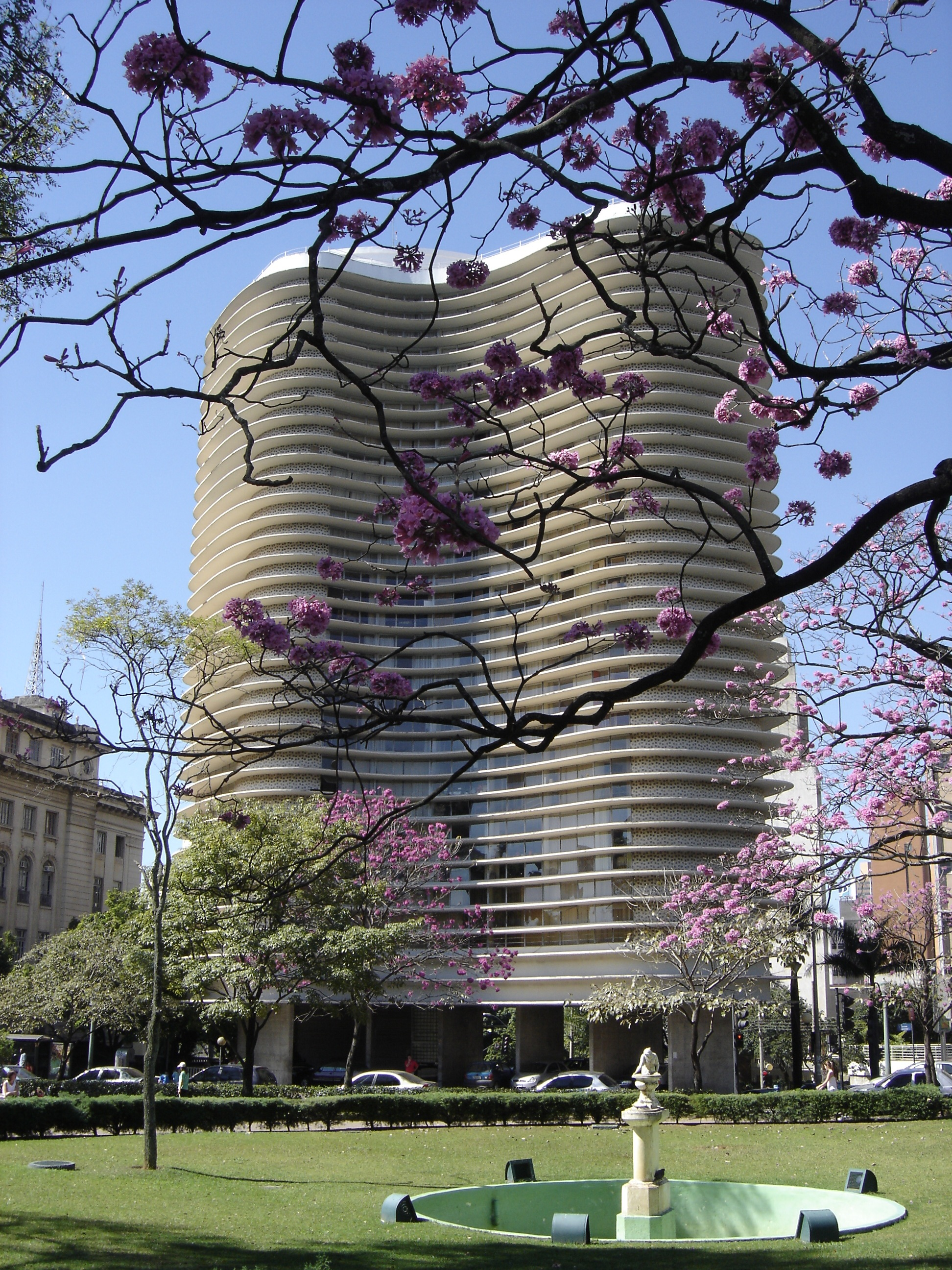
Edifici Niemeyer, Belo Horizonte
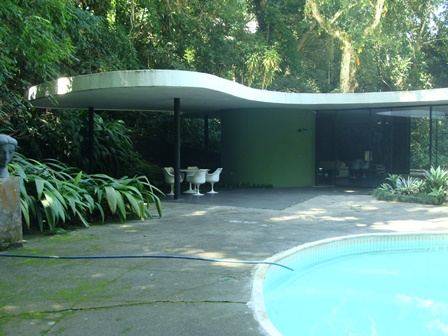
Casa das Canoas, Rio de Janeiro

L'escriptor Stamo Papadaki dedicà dos llibres a estudiar l'estil arquitectònic de Niemeyer: The Work of Oscar Niemeyer, el 1950 i Oscar Niemeyer: Works in progress, el 1956. El brasiler és ja una figura reconeixible de l'arquitectura mundial, que desperta un gran interès entre els seus col·legues en quant a tècnica, teoria i capacitat artística.

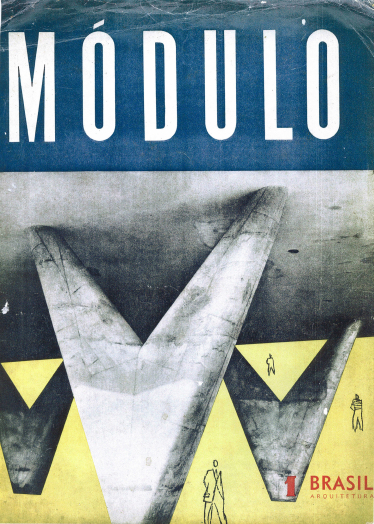
Primer número de la revista Módulo, març de 1955.

L'any 1955 va fundar la revista d'arquitectura, urbanisme, art i cultura Módulo. D'aquesta manera va poder comunicar la seva visió arreu del país. Tanmateix, la dictadura va censurar-ne la publicació el 1965 i no va poder reprendre's fins deu anys després.

### Revisió autocrítica
Niemeyer va viatjar a Europa per primer cop l'any 1954, on va desenvolupar un projecte en el marc de l'Exposició Internacional de Berlín del 57. Allà va poder veure les obres en el seu context natural, no només les modernistes, també els monuments històrics del Vell Món. Va ser una experiència renovadora que va donar-li un punt de vista revelador sobre el propi treball.
L'atenció mediàtica internacional rebuda per Niemeyer va comportar també l'arribada de crítiques, provinents en la seva majoria dels corrents racionalistes europeus, més conservadors. Una de les que més rebombori va causar fou la del suís Max Bill, qui digué que la necessitat de Niemeyer d'afegir elements artístics innecessaris a la seva obra, com murals o marquesines, demostraven el seu tarannà individualista i que trencava amb l'essència del veritable modernisme. L'Oscar va rebatre'l argumentant que aquest no havia valorat les diferències existents entre les societats brasileres i les centre-europees que ell representava. D'altra banda, Lúcio Costa va recolzar l'ús que Niemeyer feia del formigó i altres, considerats de baixa categoria pels puristes, argumentant que n'havia fet, de la necessitat, virtut: en un país on els operaris tenien una baixa qualificació, era molt més eficient emprar materials com el formigó, mentre que a Suïssa, on "tothom era fabricant de rellotges", es podien permetre tècniques més sofisticades.
Malgrat tot, Niemeyer era conscient que estava descuidant els seus encàrrecs. N'acceptava masses i no els podia dedicar tot el temps necessari, ni durant la concepció del projecte ni en el seguiment de les obres. A més, acceptava incloure-hi elements "marca de la casa" per satisfer els clients, quan a vegades eren innecessaris, inclús perjudicials. N'és un exemple l'edifici Califórnia, un bloc residencial on la inclusió de pilotis en V va comportar la necessitat d'afegir sistemes estructurals addicionals, impropis d'una lectura arquitectònica modernista.
Conscient de la necessitat de millorar i influenciat per la seva estada a Europa, Niemeyer va publicar a Módulo un text titulat Depoimento ("Ponència"). Proposà una simplificació conceptual, descartant elements secundaris o decoratius, com pilotis, brise-soleil o marquesines i prioritzant les estructures amb volums purs, compactes, que guanyessin impacte estètic en el seu conjunt.
En aquesta línia, va dissenyar un museu per a la ciutat de Caracas (que no va arribar a veure la llum). Era un edifici en forma de piràmide invertida, dalt d'un turó i amb vistes a la capital. Malgrat no es transformés en realitat, els plànols eren tota una declaració d'intencions. Aquestes idees es concretarien aviat, amb la construcció de Brasília.

## Brasília
| «                                   | (portuguès) Quem for a Brasília, pode gostar ou não dos palácios, mas não pode dizer que viu antes coisa parecida. E arquitetura é isso: invenção. | (català) Quan vagis a Brasília, et podran agradar els palaus o no, però mai podràs dir que havies vist res de semblant. L’arquitectura és això: invenció. | » |
| — Oscar Niemeyer, BBC Brasil, 2001. | | |   |

### Projecte
Un cop Juscelino Kubitschek va ser escollit President de la República l'any 1956, va posar fil a l'agulla en la construcció de la nova capital del país, Brasília. Va encarregar a Niemeyer que dissenyés la ciutat, però aquest va preferir centrar-se en la construcció dels edificis principals, suggerint al President l'obertura d'un concurs públic per dissenyar el plànol urbanístic, conegut com plano piloto. De les 26 propostes rebudes, la que va guanyar fou la de Lúcio Costa. El projecte de Costa assumia diversos conceptes modernistes: la funcionalitat era demostrada pels carrers ordenats i amples, que facilitaven els desplaçaments en cotxe; mentre que els edificis sobre pilotis i amb àrees verdes proposaven una experiència còmode pels vianants. De nou, es recuperaren les idees de Le Corbusier i Hilberseimer.
Les zones residencials (asa norte i asa sul) es planificaren per albergar tant a parlamentaris, funcionaris públics i empleats domèstics. Aquesta idea va ser atribuïda a Niemeyer i els seus ideals comunistes, però, altres versions apunten a l'observança que Lúcio Costa feia de les directrius establertes per la Carta d'Atenes.
La concepció i realització de la capital van ser un gran desafiament per tots ells, ja que no podien allargar-se més enllà del mandat de Kubitscheck. Niemeyer va comptar de nou amb l'enginyer Joaquim Cardozo per realitzar els projectes estructurals i resoldre els reptes proposats per l'arquitecte.

### Edificis

#### Palau del Planalto
Les obres del Palau del Planato, seu de l'executiu brasiler, van iniciar-se el juliol de 1958 i foren enllestides el 21 d'abril de 1960, dia del trasllat efectiu de la capital, de Rio a Brasília. Té moltes de les senyes de Niemeyer: línies fines, corbes, pilotis, passarel·les i un espai enjardinat a la part de darrere. Entre 2009 i 2010 va ser restaurat i modernitzat.

#### Palau del Congrés Nacional
També conegut com Palau Nereu Ramos, és la seu del Parlament i el Senat brasilers. És l'edifici que encapçala l'Eixo Monumental, l'avinguda principal de la capital. Consta de cinc parts: un gran bloc horitzontal, que serveix de plataforma; una cúpula convexa, seu del Congrés dels Diputats: una cúpula còncava, seu del Senat Federal i dos grans blocs verticals amb despatxos i oficines. La configuració de les peces pretenen representar l'equilibri existent entre ambdues cambres.

#### Palau del Suprem Tribunal Federal
El palau de l'STF se situa, junt amb els dos anteriors, en la Plaça dels Tres Poders. És la seu del poder judicial, amb competències equivalents a la cort suprema estat-unidenca i al tribunal constitucional espanyol. Té un estil similar al Palau del Planalto, amb els pilars curvilinis que li confereixen lleugeresa a la construcció.

#### Palau de l'Alvorada
La residència del President i la seva família va ser el primer edifici enllestit de la capital, el juny de 1958. El palau presenta uns pilars inèdits, en forma de vela, que s'han convertit en un dels símbols de la ciutat i estan presents en l'escut d'armes de la ciutat.

#### Palau de Justícia i Palau Itamaraty
Al llarg de l'Eixo Monumental, a banda i banda de l'Esplanada dos Ministérios, es troben les seus ministerials del Govern del Brasil. Seguint el Plànol Pilot, tots ells són idèntics a excepció dels dos més propers a la plaça dels Tres Poders, que corresponen als ministeris de Justícia i d'Afers Exteriors.
La construcció del Palau Itamaraty va efectuar-se entre 1960 i 1970. Està completament envoltat per alts arcs de mig punt. Niemeyer va dotar la seu del Ministério das Relações Exteriores del bo i millor del país: totes les fustes, pedres i plantes són autòctones i a l'interior s'hi troben més de mig miler d'obres d'artistes brasilers, entre pintures, escultures o mosaics; sense comptar totes les peces de mobiliari dissenyades també pels brasilers.
El Palau de Justícia Raymundo Faoro va ser construït entre 1962 i 1972, amb una estètica simiilar al d'Itamaraty. La façana principal té nou arcs de gran alçada, salts d'aigua i jardins dissenyats per Burle Marx.

#### Catedral Metropolitana
La catedral de Brasília destaca per la seva forma singular, allunyada de la formalitat de les grans esglésies cristianes tradicionals. L'accés és deliberadament obscur i mal iluminat, per forçar el contrast amb l'interior del temple, que rep molta llum exterior. Està consagrada a Nossa Senhora da Aparecida, patrona del Brasil.

### Crítiques
El projecte va rebre diverses crítiques, ja que la monumentalitat dels edificis i la preferència pel transport privat, en detriment del públic, s'allunyaven dels ideals modernistes corbusians. D'altra banda, la previsió de creixement de Brasília va ser superada en escreix, creant-se diverses ciutats satèl·lits a la rodalia per a acollir la gran quantitat de ma d'obra arribada d'arreu del país. En l'actualitat, una petita porció dels habitants del Distrito Federal resideixen en les àrees planejades per Costa en el plano piloto.

## Exili i retorn

### Dictadura
Poc després de la inauguració de Brasília, els militars executen un cop d'estat i instauren una dictadura que s'allarga dues dècades (1964-1985). El despatx de Niemeyer és saquejat i la seva clientela s'esvaeix. La revista Módulo és censurada i, el 1965, 223 professors de la Universitat de Brasília dimiteixen davant les ingerències del nou govern.
Sense possibilitat de treballar al seu país, Oscar Niemeyer, s'exilia a París el 1966. Rep comandes de diferents llocs, com ara Algèria (Universitat de Constantina i Mesquita d'Alger, aquesta última no va arribar a dur-se a terme), Itàlia (seu de l'editorial Mondadori) o França (Centre Cultural de Le Havre i seu del Partit Comunista a París).

Obres durant l'exili
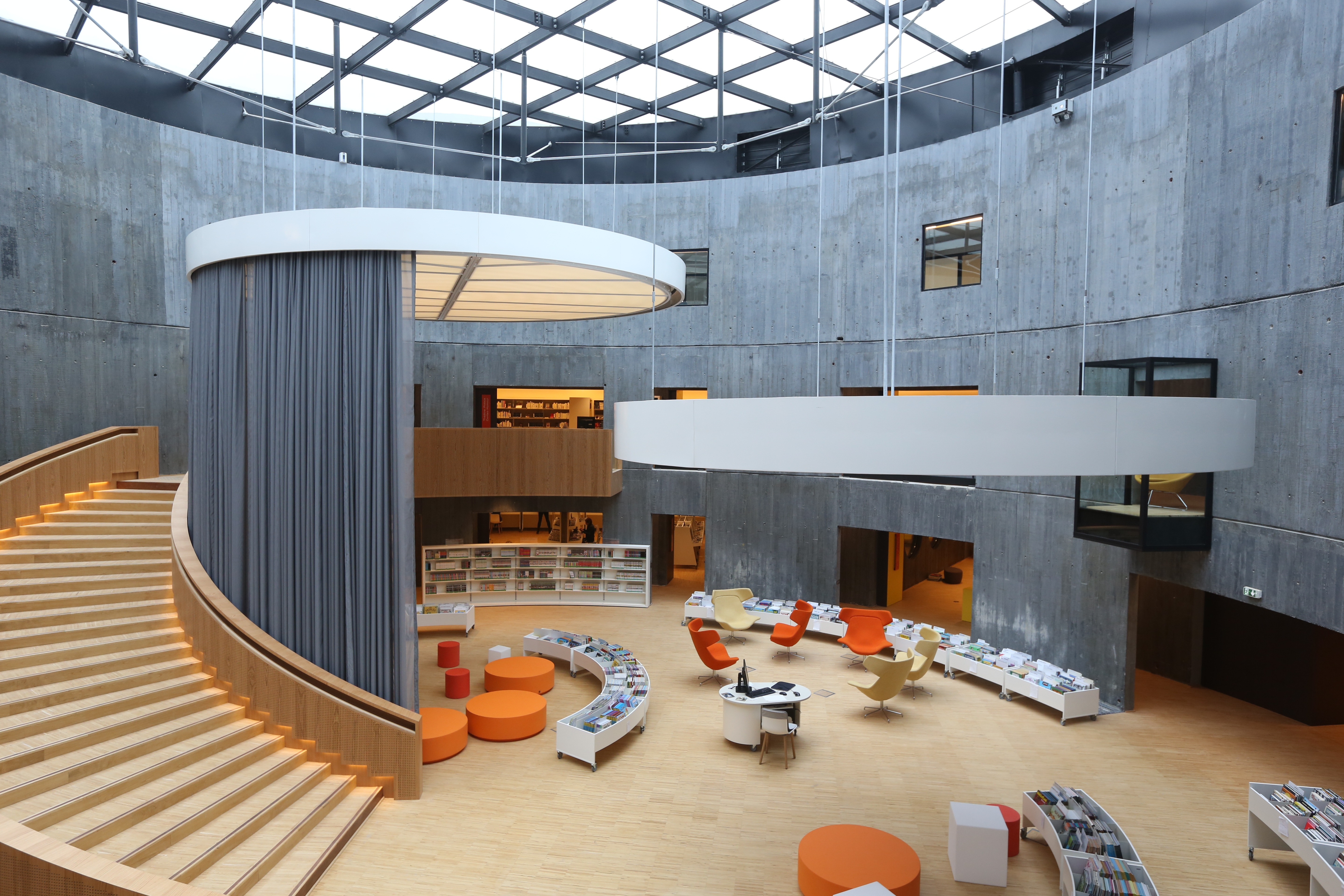
Atri de la biblioteca de Le Havre
Seu del Partit Comunista Francés.
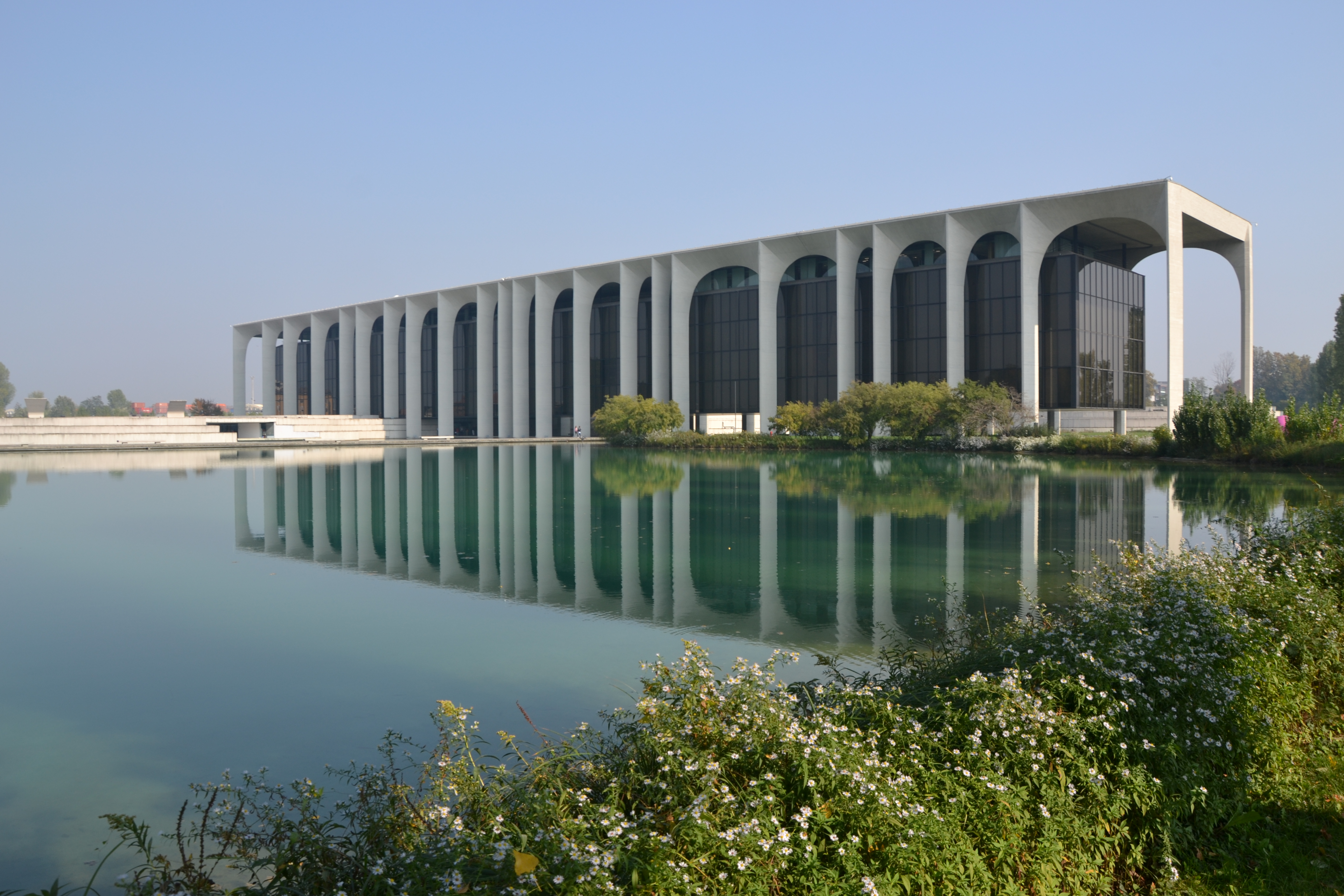
Seu de l'editorial Mondadori, prop de Milà.

A principis dels vuitanta, el règim militar inicia una etapa d'oberturisme i declara una amnistia sobre els exiliats polítics. Niemeyer torna al Brasil i, junt amb altres represaliats, com Leonel Brizola o Darcy Ribeiro, guanyen pes polític. L'arquitecte rep nous encàrrecs: dissenya els CIEPs, el Sambòdrom de Rio de Janeiro, el Memorial JK, l'edifici Manchete, el Parc del Peão, el Panteó de la Pàtria i la Llibertat Tancredo Neves de Brasília i el Memorial d'Amèrica Llatina a São Paulo.

Obres al Brasil, anys vuitanta
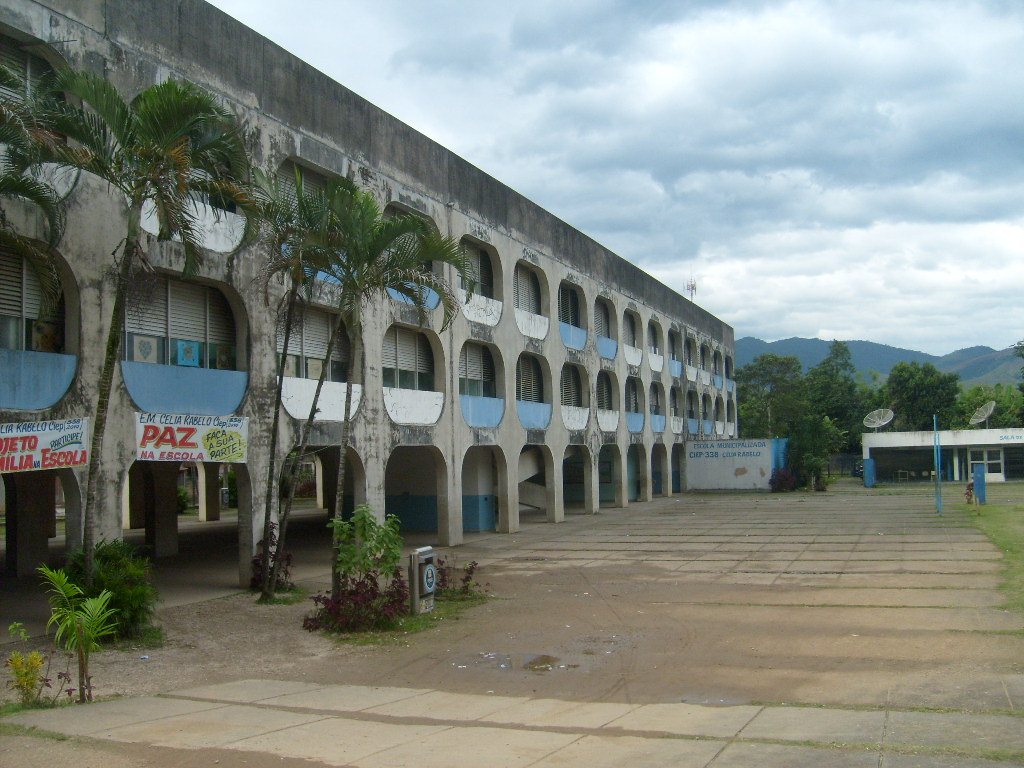
CIEP a Xerém.
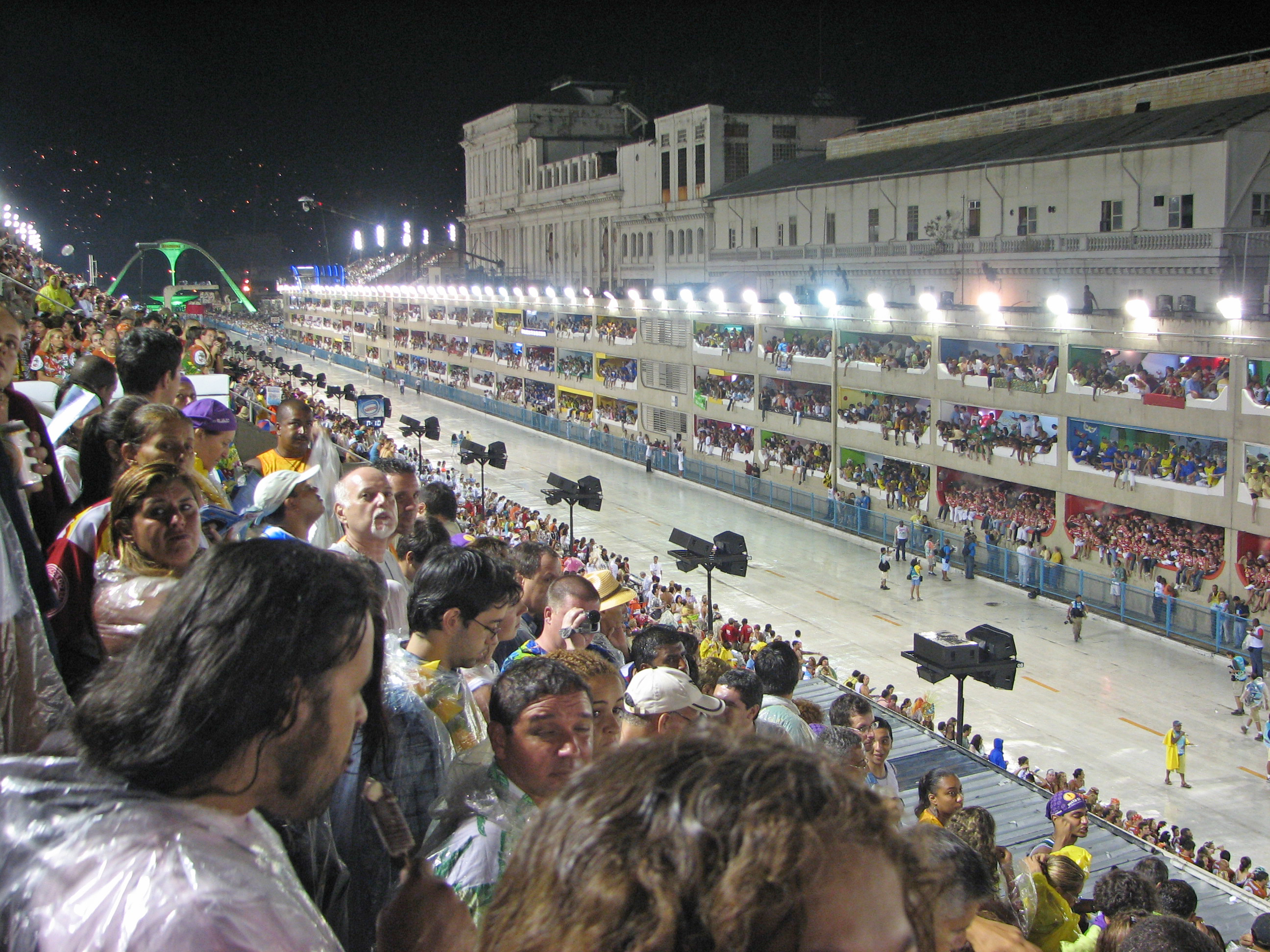
Sambòdrom Marquès de Sapucaí, a Rio.
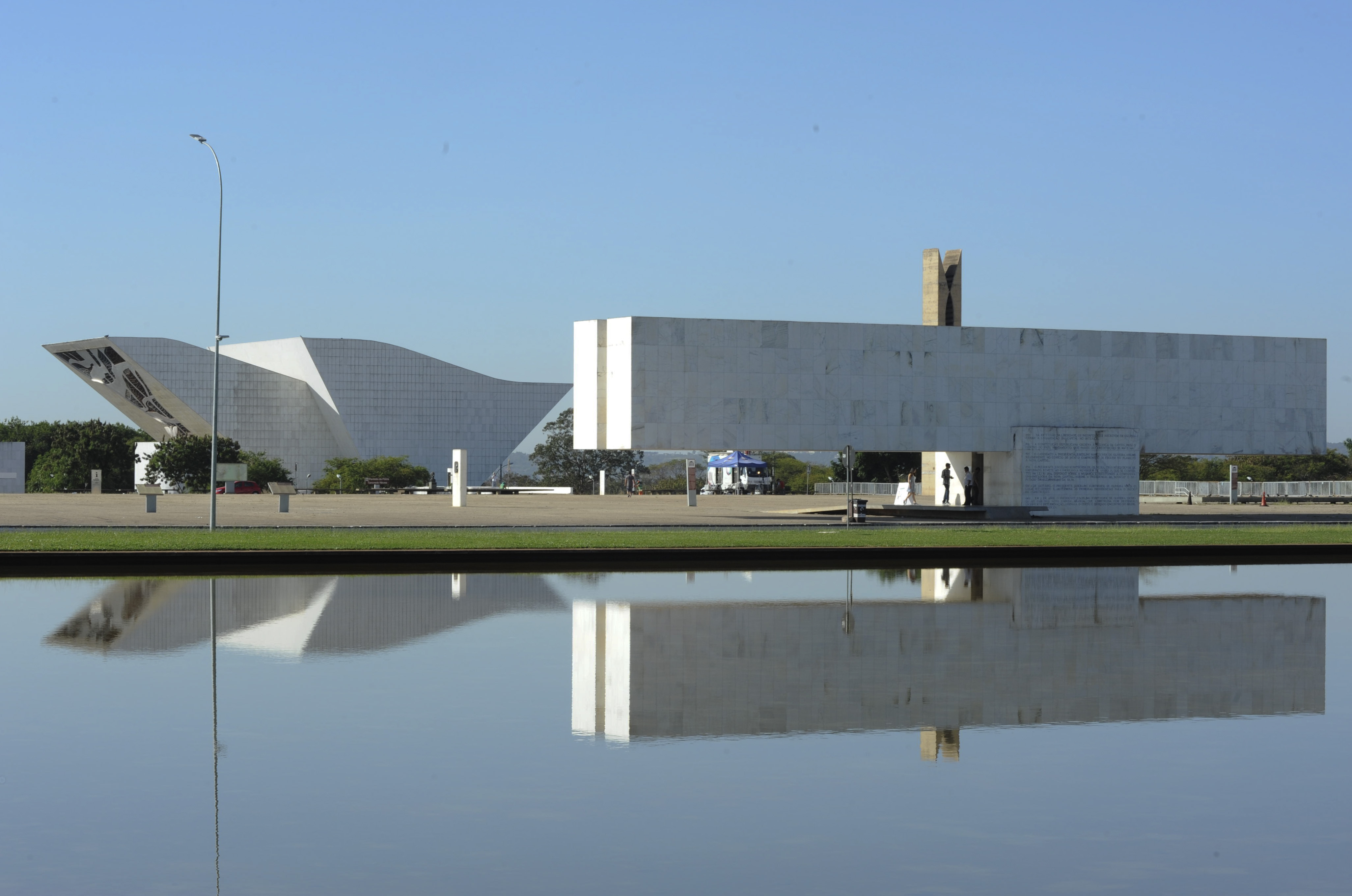
Panteó Tancredo Neves, Brasília.
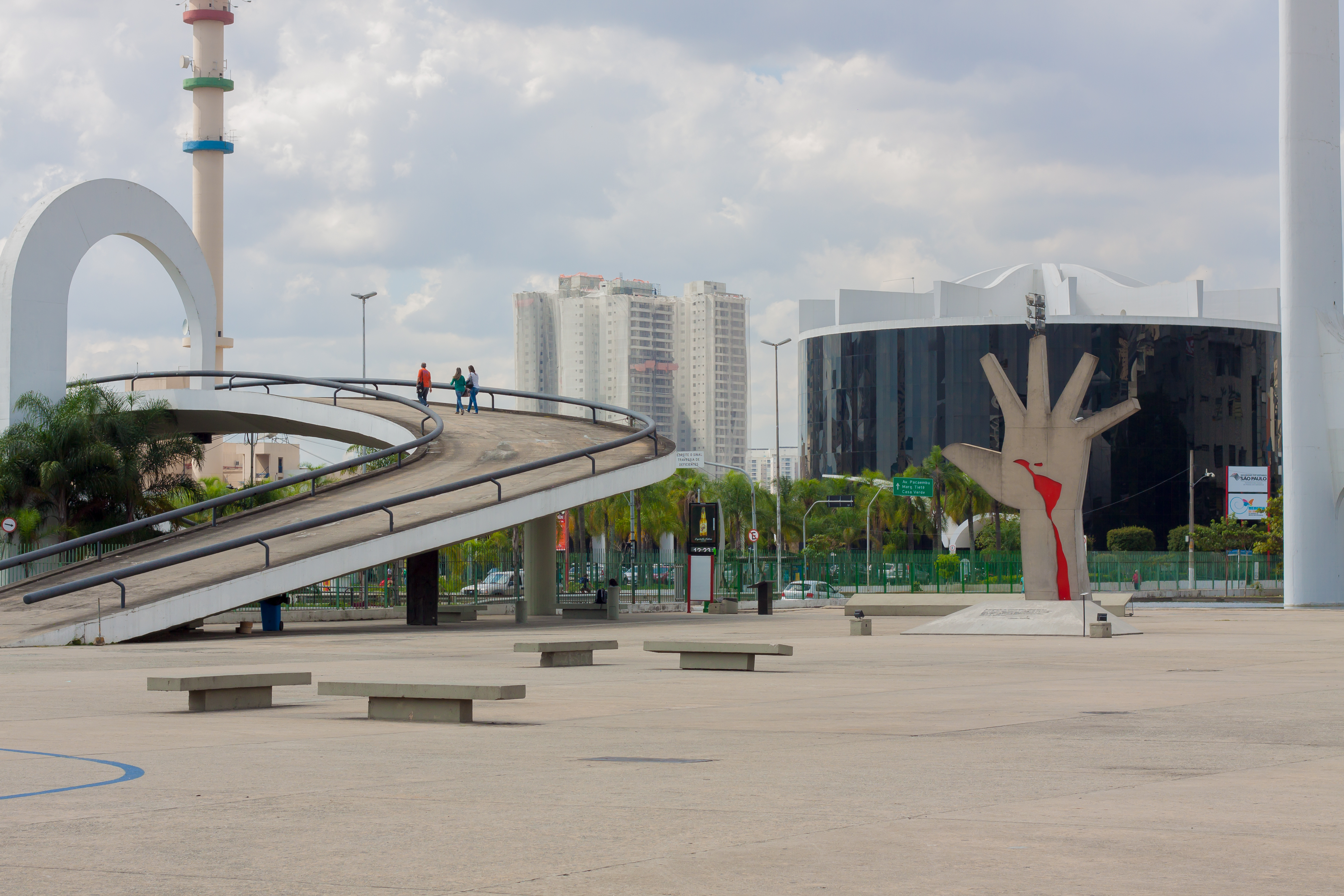
Plaça Cívica, dins del Memorial d'Amèrica Llatina, São Paulo.

### Última etapa
L'any 1988 es crea la Fundació Oscar Niemeyer, un centre d'informació i investigació orientat a la reflexió i difusió de l'arquitectura, l'urbanisme, el disseny i les arts plàstiques, així com la valoració i preservació de la memòria i el patrimoni arquitectònic modern del Brasil. Va ser el mateix any en què va ser distingit amb el reputat premi Pritzker d'arquitectura.
El 1991 conclou una de les seves obres més reconegudes, el Museu d'Art Contemporani de Niterói. Se situa a la badia de Guanabara fluminense, en un terreny expressament escollit per Niemeyer, on l'edifici s'encaixa com un guant en el paisatge costaner. Posteriorment, l'ajuntament de Niterói va voler rebifar la part central i sud de la ciutat i va encarregar a l'arquitecte un seguit d'edificis, una idea similar a la del Conjunt de Pampulha. Batejat com Camí Niemeyer, entre els edificis enllestits s'hi troben la seu de la Fundació Niemeyer, l'edifici polivalent Memorial Roberto Silveira, el Teatre Popular de Niterói, el Museu del Cinema i el port de Charitas. La Catedral de Niterói es troba en fase de construcció, mentre que la terminal d'autobusos i el centre de convencions encara es troben en fases prèvies. Entre les idees inicials de Niemeyer, també s'hi trobaven l'edificació d'un aquari públic, un poliesportiu i una torre panoràmica.
El 2002 s'inaugura el Museu Niemeyer de Curitiba, que per la seva forma va rebre l'apel·latiu de museu de l'ull. El 2005 s'inaugura, per fi, l'Auditório Ibirapuera, que conclou el projecte iniciat cinc dècades abans. El dia del seu 99è aniversari, va obrir a l'Esplanada dels Ministeris de Brasília, el Museu Nacional Honestino Guimarães i la Biblioteca Nacional Leonel de Moura Brizola. Plegats, conformen el major centre cultural del país, denominat Complexo Cultural da República.
El 2007, any del centenari de Niemeyer, l'IPHAN va incloure 35 de les seves obres dins del catàleg de Patrimoni Històric i Artístic Nacional. També va rebre reconeixements fora del país, com el títol de Comanador de l'Orde Nacional de la Legió d'Honor francesa o la condecoració de l'Orde de l'Amistat dels Pobles russa.
Aquell mateix any es van iniciar a Avilés les obres del Centre Niemeyer, que comprèn una plaça, un auditori, una torre, una cúpula i un edifici polivalent. El projecte, inaugurat el 2011, va ser una mostra d'agraïment de l'autor després d'haver estat guardonat amb el Premi Príncep d'Astúries de les Arts de 1989. Es tracta de l'única obra de l'arquitecte al país.
Les darreres grans obres de Niemeyer foren erigides al Brasil. En destaquen l'estació Cabo Branco, a un dels punts més turístics de João Pessoa; el polèmic Parc Nivaldo Montes de Natal, situat al bell mig d'una àrea natural protegida i, de nou a Belo Horizonte, la Ciutat Administrativa de Minas Gerais, que inclou l'imponent Palau Tiradentes, nova seu del govern estadual mineiro.

Obres al Brasil, anys 1990-2010
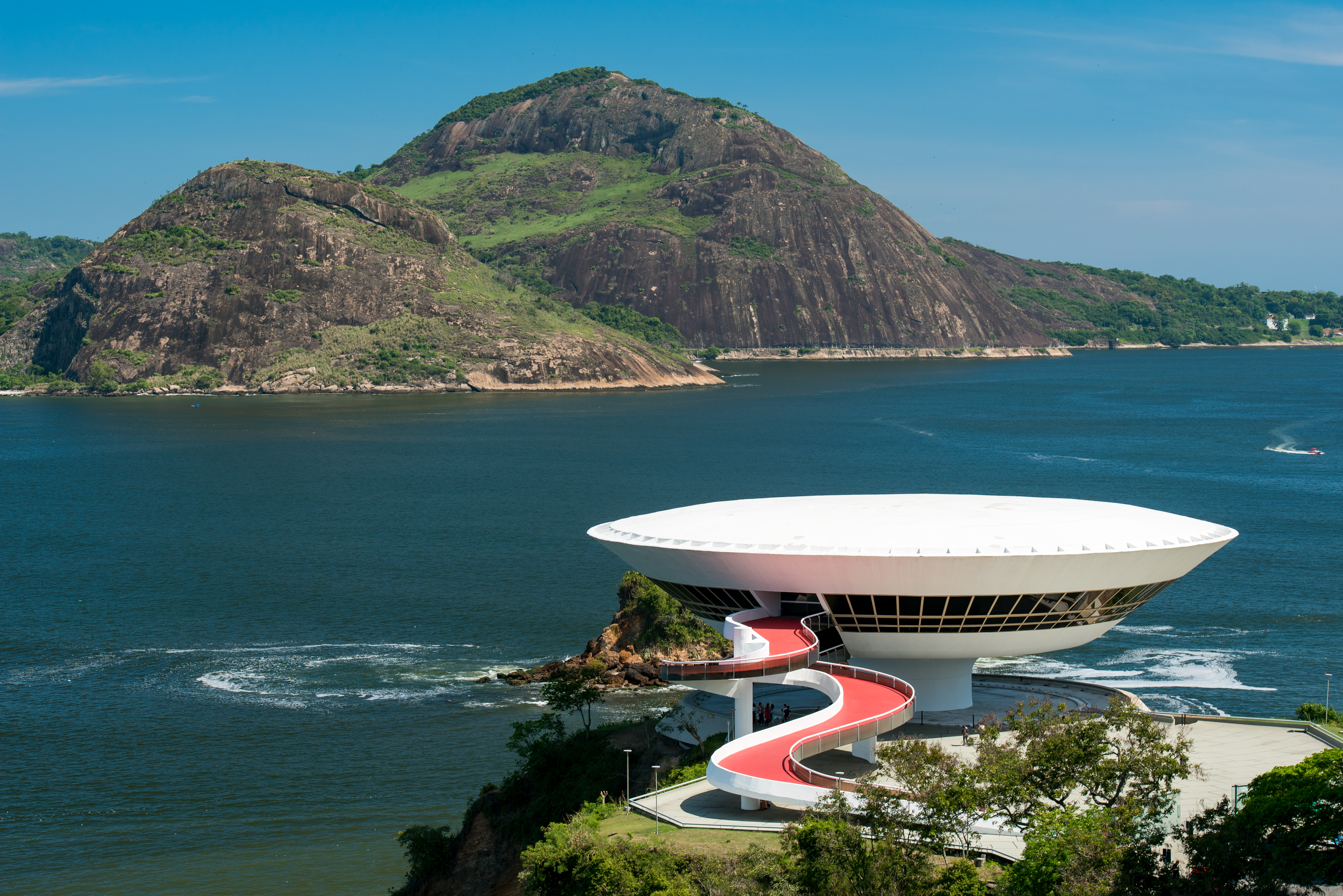
El MAC Niterói als marges de la badia de Guanabara.
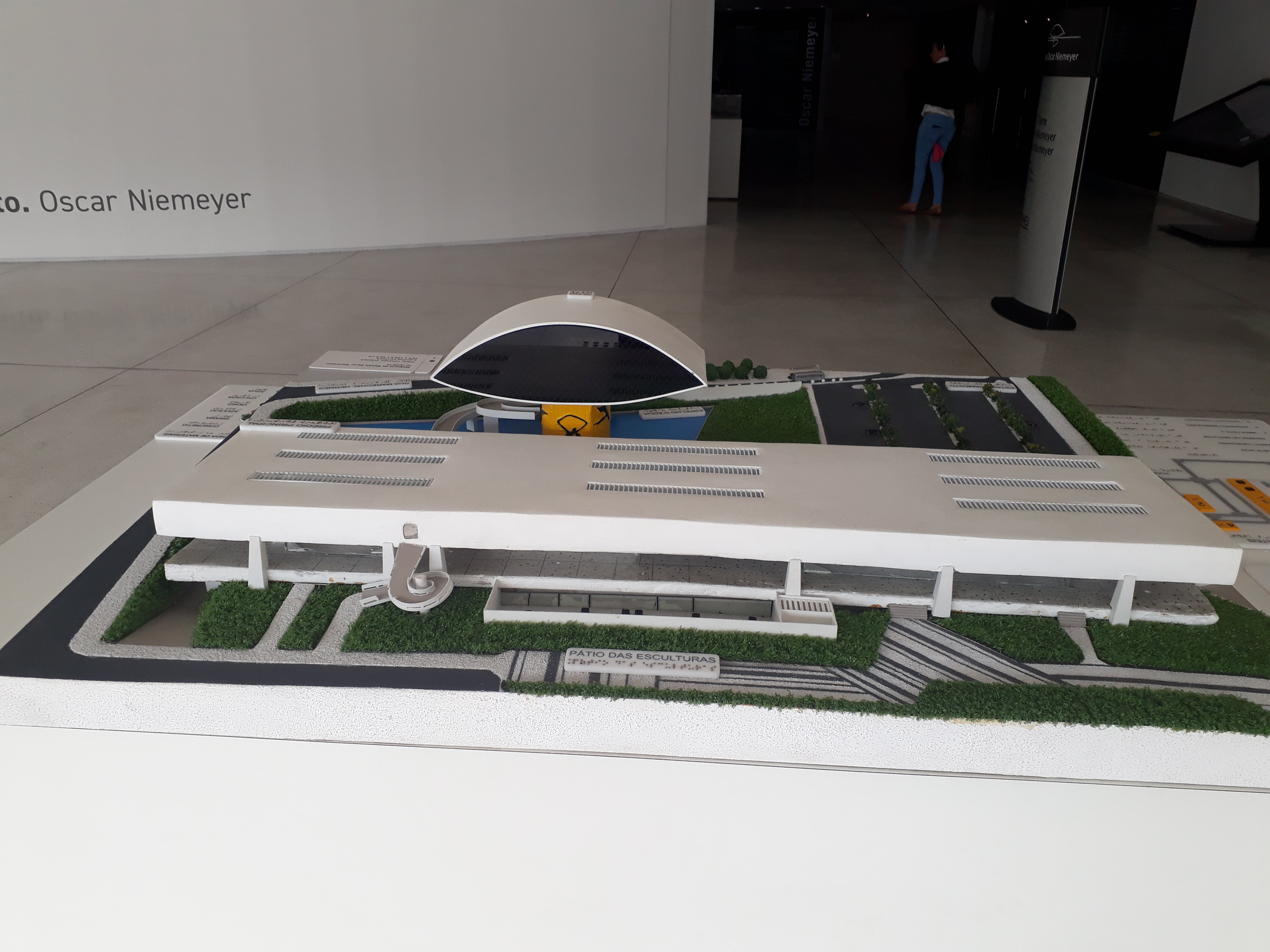
Maqueta del MON a Curitiba.
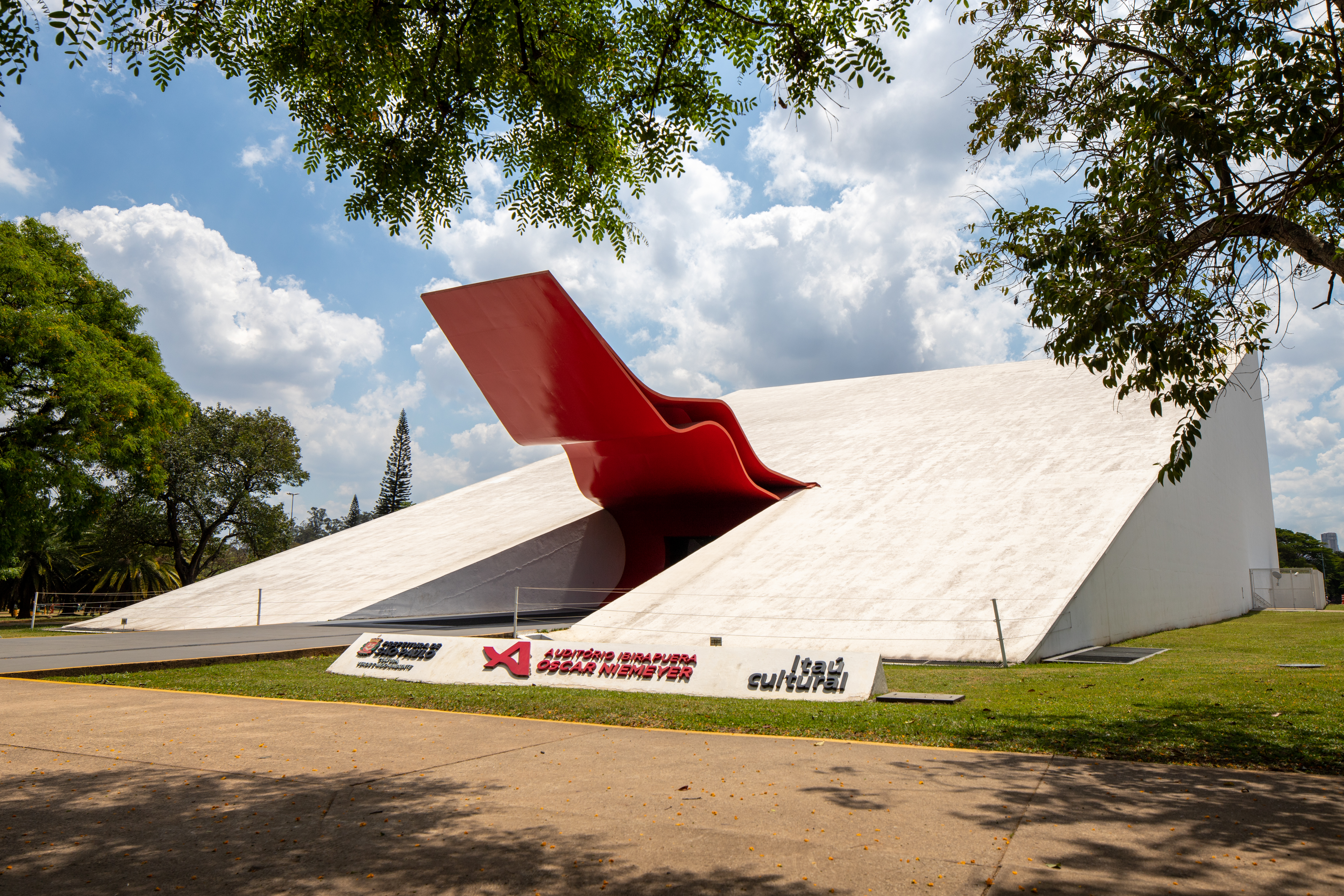
Accés a l'auditori d'Ibirapuera.
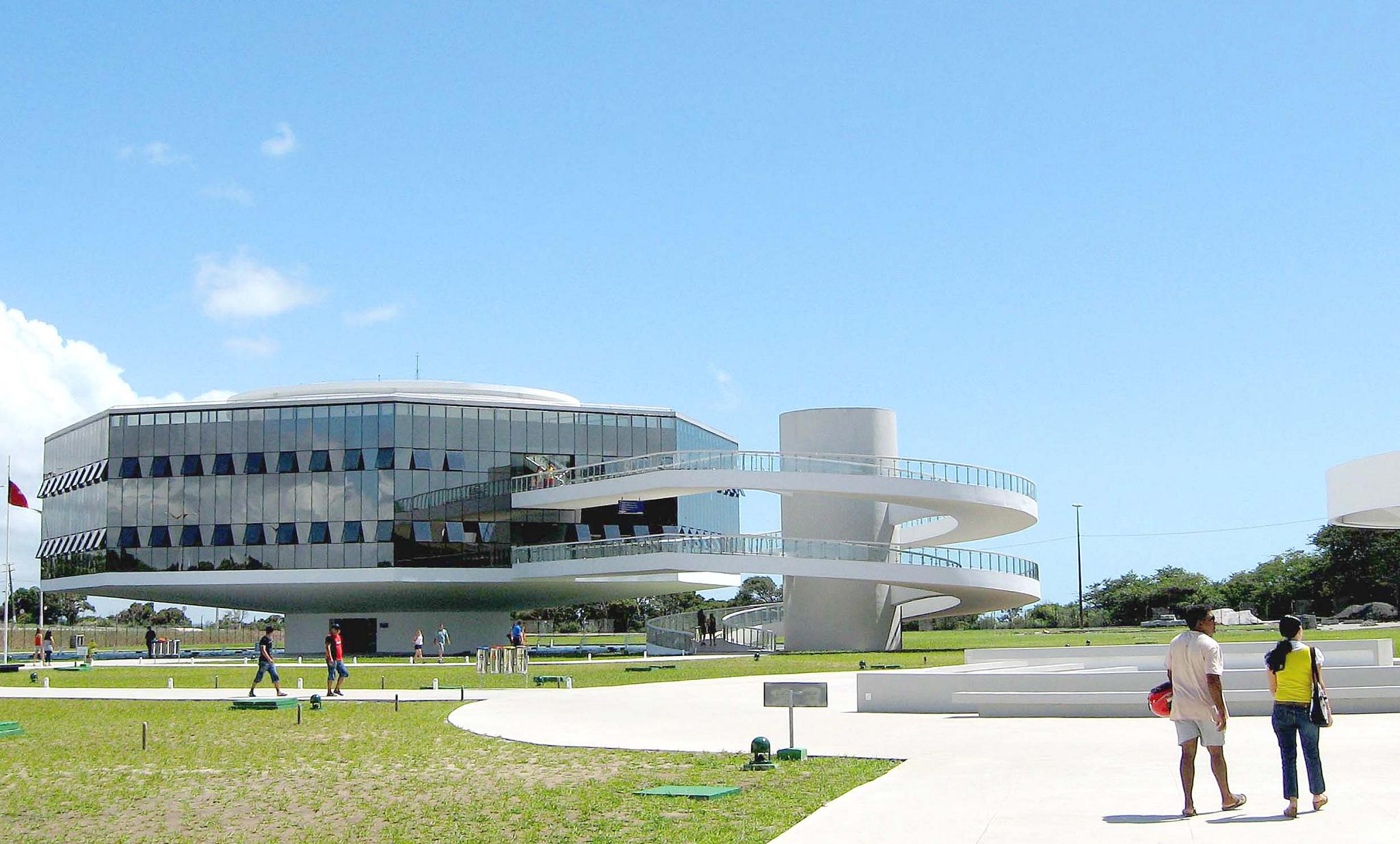
Estação Cabo Branco, João Pessoa.
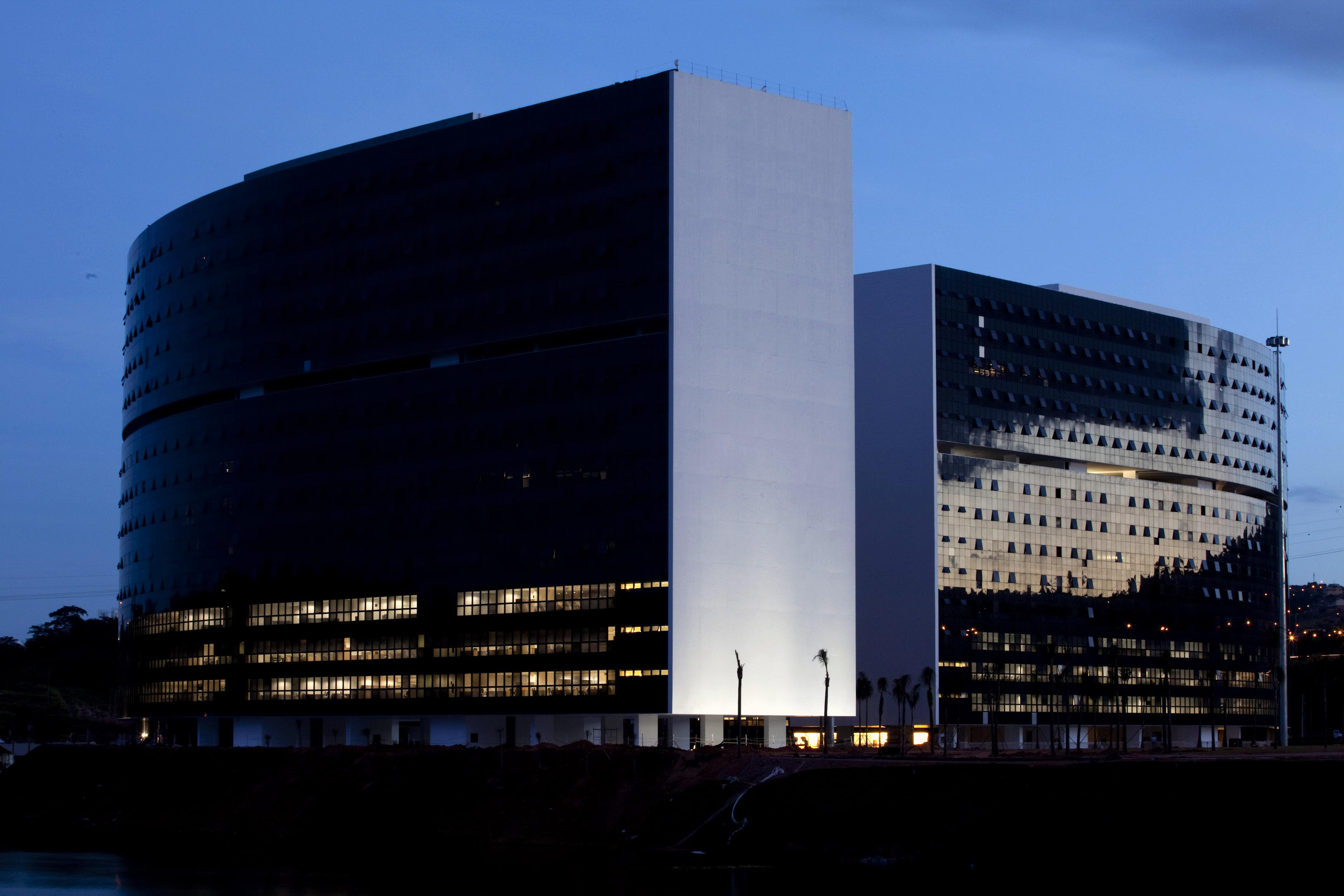
Edificis d'oficines a la Ciutat Administrativa de Minas Gerais.

## Mort

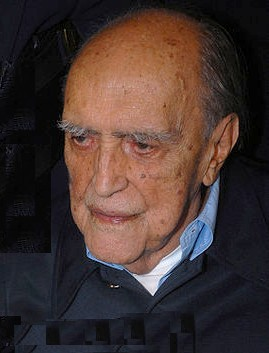
Niemeyer el 2008, a Brasília.

L'arquitecte es va mantenir en actiu fins poc abans de morir. A finals de setembre de 2009, seguia anant a diari al seu despatx de Rio, treballant en el Camí Niterói. El dia 23 va haver de ser internat i sotmès a dues intervencions quirúrgiques, per extraure'l la vesícula i un càncer de còlon. Després, el 25 d'abril de 2010, va tornar a ser internat per una infecció urinària. La seva salut va anar deteriorant-se, fins que el dia 2 de novembre de 2012 va ser ingressat a l'Hospital Samaritano, al barri de Botafogo, on va finar el 5 de desembre a les 21:55, per una infecció respiratòria. La seva tomba se situa al cementiri carioca de Sant Joan Baptista.

## Ideologies

### Comunisme
La lluita política és un dels temes que van marcar la vida i l'obra d'Oscar Niemeyer, que sempre s'havia declarat comunista convençut. El 1945, molts militants comunistes que havien estat empresonats sota la dictadura de Vargas van ser alliberats i Niemeyer, que aleshores tenia una oficina al carrer Conde Lages, al barri de Glória, va oferir refugi a alguns d'ells. L'experiència li va permetre conèixer Luís Carlos Prestes, un dels personatges més importants de l'esquerra al Brasil. Al cap d'unes setmanes, Niemeyer va decidir cedir la casa a Prestes i els seus partidaris. Niemeyer es va unir al Partit Comunista del Brasil (PCB) el 1945 i es va convertir en president del Partit Comunista Brasiler refundat el 1992.

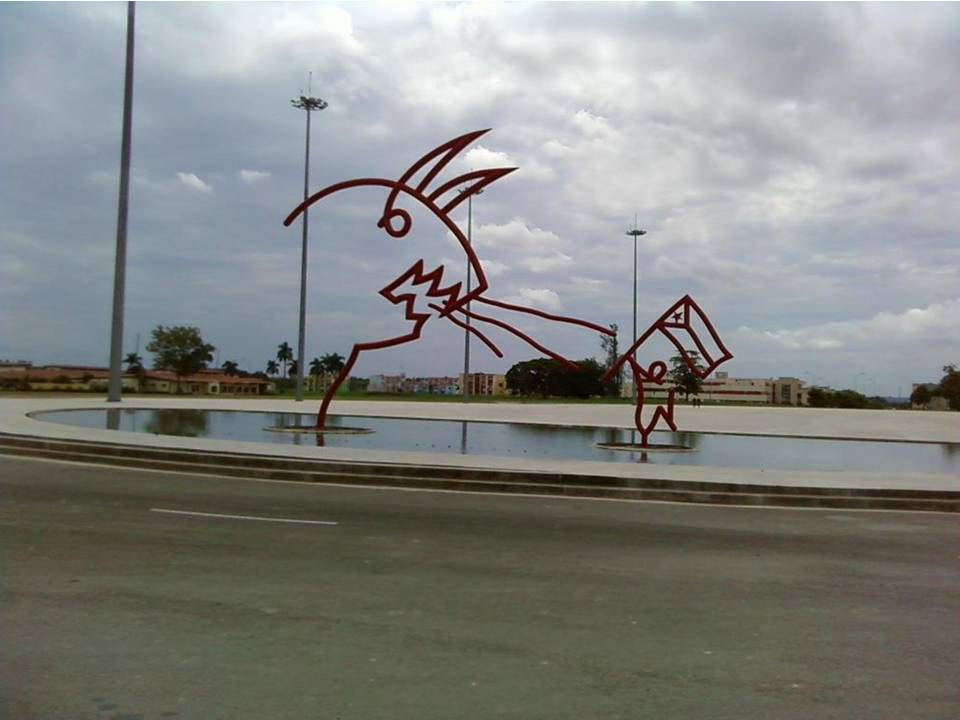
Escultura de Niemeyer a l'Havana.

Niemeyer era un nen en el moment de la Revolució Russa el 1917 i, durant la Segona Guerra Mundial, es va convertir en un jove idealista. El 1963 va rebre el Premi Lenin de la Pau entre els pobles, va visitar la Unió Soviètica, es va reunir amb diversos líders socialistes i va ser amic d'alguns d'ells. Durant la dictadura militar del Brasil, el seu despatx va ser envaït i va optar per l'exili a Europa. El ministre d'Aeronàutica de l'època hauria declarat que "el lloc d'un arquitecte comunista és a Moscou".
El 2007 va regalar a Fidel Castro una escultura de caràcter anti-americà: una figura d'un monstre que amenaça un home que es defensa amb una bandera cubana. Niemeyer i Castro eren amics i aquest sovint visitava el seu estudi. Castro va dir una vegada: "Niemeyer i jo som els darrers comunistes d'aquest planeta".

### Ateïsme

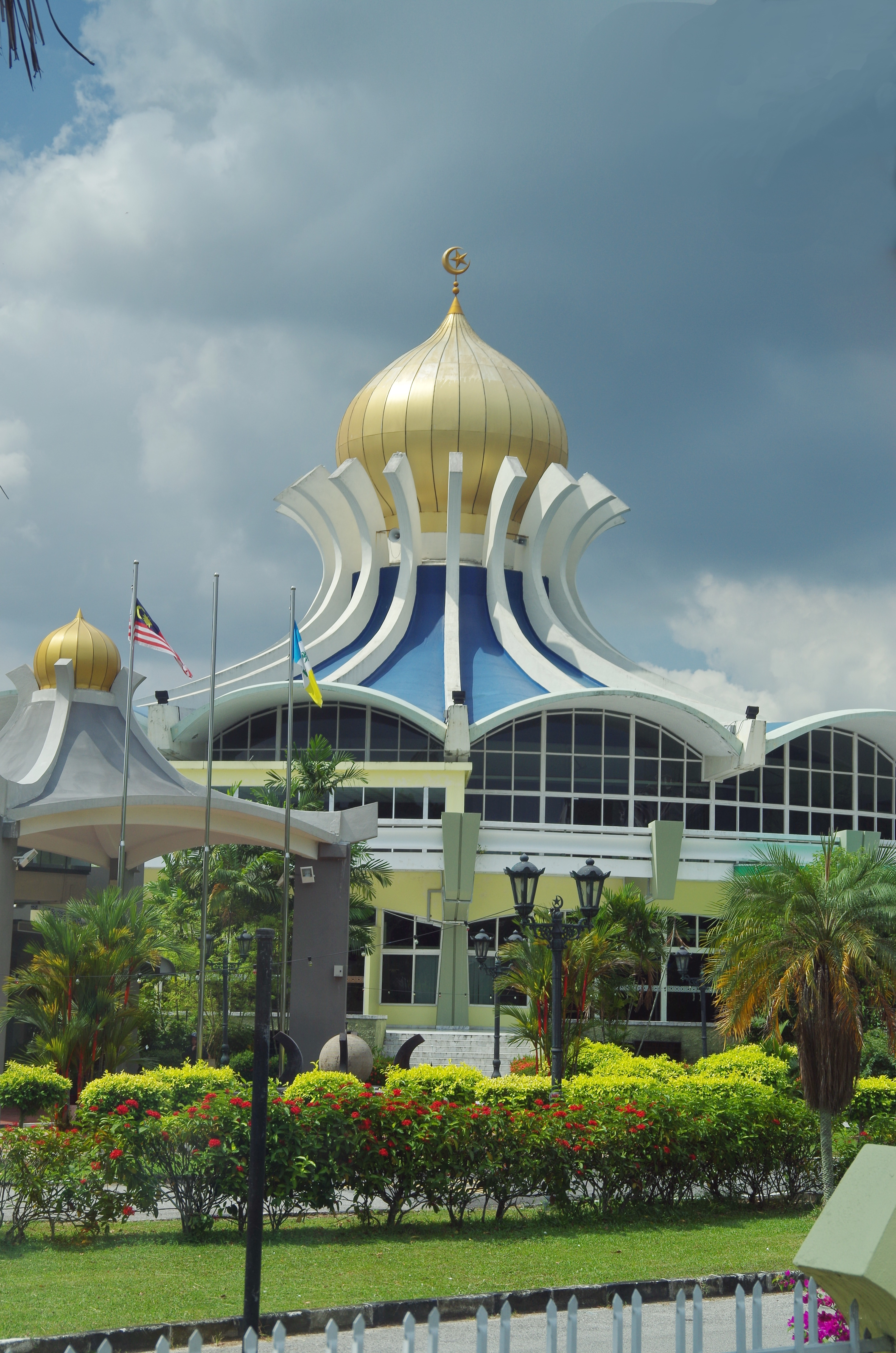
Mesquita Estatal de Penang (Malàisia), 1980.

Niemeyer va ser ateu durant la major part de la seva vida, basant les seves creences tant en les "injustícies d’aquest món" com en els principis cosmològics.
Aquestes opinions no el van impedir mai dissenyar edificis religiosos, des de petites capelles catòliques fins a grans catedrals, mesquites i esglésies ortodoxes. Es mostrava sensible a les creences espirituals del públic que assistiria als seus temples. Per exemple, les grans obertures de vidre de la catedral de Brasília tenen el paper de "connectar les persones amb el cel, on els creients creuen que hi ha el Paradís i Déu".

## Crítiques al seu treball
Des de Pampulha i, més concretament, del seu treball a l'església de São Francisco de Assis, Niemeyer va ser criticat internacionalment pel caràcter individualista de la seva obra. Segons els preceptes modernistes de la primera meitat del segle xx, l’arquitectura hauria de ser un art en si mateix, que exercís el seu paper social inherent. Especialment en la societat en què es va desenvolupar, hagués estat necessari prioritzar la funcionalitat i l'estalvi en les construccions, ja que en el període d'entreguerres es va debatre molt sobre el problema de l’habitatge social. Tot i que els seus primers treballs es van desenvolupar clarament per resoldre el programa en qüestió, els seus projectes després de Brasília es van desenvolupar de manera cada vegada més escultòrica, de manera que als anys 2000 la seva arquitectura presenta greus problemes funcionals.
Nicolai Ouroussoff va criticar l'arquitecte pel seu projecte per al Museu Nacional Honestino Guimarães. L'estructura pesada no només contrasta amb la delicadesa característica dels seus treballs anteriors, sinó que tampoc produeix un espai agradable per exposar art. Frederico de Holanda suggereix que els darrers treballs de Niemeyer, cada cop més opacs i indiferents al medi ambient, tampoc compleixen la funció de definir un espai urbà, atesa l'escala i les formes escultòriques que no defineixen límits reals ni virtuals.
Una altra de les crítiques que va rebre l'arquitecte és l'acusació d'enriquir-se a costa de l'erari públic, sent, el Brasil, un país econòmicament feble. Per exemple, la seva empresa va rebre 33,5 milions de reals del govern federal entre 1996 i 2008, només per l'elaboració de projectes en la capital.
Alguns crítics assenyalen que l'arquitectura de Niemeyer sovint és contradictòria amb les seves conviccions polítiques. La seva primera gran obra, Pampulha, tenia un marcat caràcter burgès i Brasília és famosa pels seus palaus. Niemeyer defensa la seva arquitectura privant-la de la seva funció social: a diferència de Walter Gropius, que creia en una arquitectura racionalista i industrial capaç d'adaptar la societat a un nou temps, Niemeyer era escèptic sobre la capacitat de l'arquitectura per canviar una "societat injusta". Niemeyer defensa que l'activisme social s'ha de fer políticament, no a través de l'arquitectura. Per tant, una simplificació arquitectònica per a aquests propòsits seria anti-moderna en no explorar els límits de la tecnologia de la construcció.
En quant al seu caràcter, s'ha titllat a Niemeyer de vanitós, frívol, contradictori, elitista i de procurar interessadament l'amistat amb les altes esferes polítiques.

## Altres treballs

### Disseny
Niemeyer també va dissenyar mobles als anys 70, portant les corbes que aplicava en el formigó a la fusta premsada. Juntament amb la seva filla Anna Maria, va dissenyar el mobiliari del Palau de la Alvorada, la seu del Partit Comunista Francès i alguns altres mobles comercialitzats durant la mateixa dècada. Els mobles de Niemeyer es van exposar a diversos museus brasilers i a salons i fires internacionals.

### Escultura
- Monument a Carlos Fonseca Amador. Nicaragua, 1982
- Monument "Tortura Nunca Mais". Rio de Janeiro, 1986
- Monument "Nove de Novembro". Volta Redonda, 1988
- Escultura Mão. Plaça Cívica del Memorial d'Amèrica Llatina, São Paulo, 1989
- Memorial de l'illa de Gorée. Dakar, 1991
- Marc a la Columna Prestes. Santo Ângelo, 1995
- Escultures "Forma no Espaço I", "Forma no Espaço II", "Mulher I", "Violêcia" i "Retirantes". Rio de Janeiro, 2000
- Central d'autobusos. Londrina, 2000
- Monument "Sem Terra do Paraná". Campo Largo, 2001
- Escultura "Uma Mulher, uma Flor, Solidariedade". Parc de Bercy, 2007
- "Escultura para Cuba". L'Havana, 2007
- Trofeu GP Brasil de Fórmula 1. Circuit d'Interlagos, 2009 i 2010.

### Llibres publicats
- Minha experiência em Brasília - 1961
- Quase memórias: viagens, tempos de entusiasmo e revolta - 1968
- A forma na arquitetura - 1980
- Rio: de Província a Metrópole - 1980
- Como se faz arquitetura - 1986
- Trecho de Nuvens - 1989
- Conversa de arquiteto - 1994
- As curvas do tempo - Memórias - 1998
- Meu sósia e eu - 1999
- Minha arquitetura - 2000
- Conversa de amigos - Correspondência entre Oscar Niemeyer e José Carlos Sussekind - 2002
- Minha arquitetura - 1937-2004 - 2004
- Sem rodeios - 2006

## Premis i condecoracions
- 1963 - Premi Lenin de la Pau entre els pobles. URSS
- 1963 - Membre honorari de l'Institut Americà d'Arquitectes. EUA
- 1964 - Membro honorari de l'Acadèmia Americana d'Arts i Lletres i de l'Institut Nacional d'Arts i Lletres. EUA
- 1975 - Comanador de l'Orde de l'Infant Dom Henrique. Portugal
- 1988 - Premi Pritzker. EUA
- 1989 - Títol de Doctor Honoris Causa de la Universitat de Brasília. Brasil
- 1989 - Premi Príncep d'Astúries de les Arts. Espanya
- 1989 - Medalla Chico Mendes de Resistència. Brasil
- 1990 - Cavaller Comanador de l'Orde de Sant Gregori el Gran. Ciutat del Vaticà
- 1994 - Gran Creu de l'Orde Militar de Sant'Iago da Espada. Portugal
- 1995 - Títol de Doctor Honoris Causa de la Universitat de São Paulo. Brasil
- 1995 - Títol de Doctor Honoris Causa de la Universitat Federal de Minas Gerais. Brasil
- 1996 - Premi Lleó d'Or de la Biennal de Venècia, VI Mostra Internacional d'Arquitetura. Itàlia
- 1998 - Medalla d'or de la Royal Institute of British Architects. Regne Unit
- 2001 - Medalla de l'Orde de la Solidaritat del Consell d'Estat de la República. Cuba
- 2001 - Medalla al Mèrit Darcy Ribeiro del Consell d'Educació de l'Estat de Rio de Janeiro. Brasil
- 2001 - Premi UNESCO, en la categoria de Cultura.
- 2001 - Títol de Gran Oficial de l'Orde del Mèrit Docent i Cultural Gabriela Mistral. Xile
- 2001 - Títol d'Arquitecte del Segle XX del Consell Superior de l'Institut d'Arquitectes del Brasil.
- 2004 - Praemium Imperiale, Japan Art Association. Japó
- 2005 - Patró de l'Arquitectura Brasilera, declarat per la Llei nº 11.117 del Govern Federal. Brasil
- 2007 - Medalla de l'Orde del Mèrit Cultural. Brasil
- 2007 - Medalla i títol de Comanador de l'Orde Nacional de la Legió d'Honor. França
- 2007 - Medalla de l'Orde de l'Amistat dels Pobles. Rússia
- 2007 - Medalla Oscar Niemeyer del Partit Comunista Marxista-Leninista. Brasil
- 2008 - Premi ALBA de les Arts. Veneçuela, Cuba, Bolívia i Nicaragua.
- 2009 - Ordre de l'Amistat dels Pobles. Espanya
- 2009 - Títol de Doctor Honoris Causa de la Universitat Tècnica de Lisboa. Portugal